# Áreas protegidas de Bulgaria

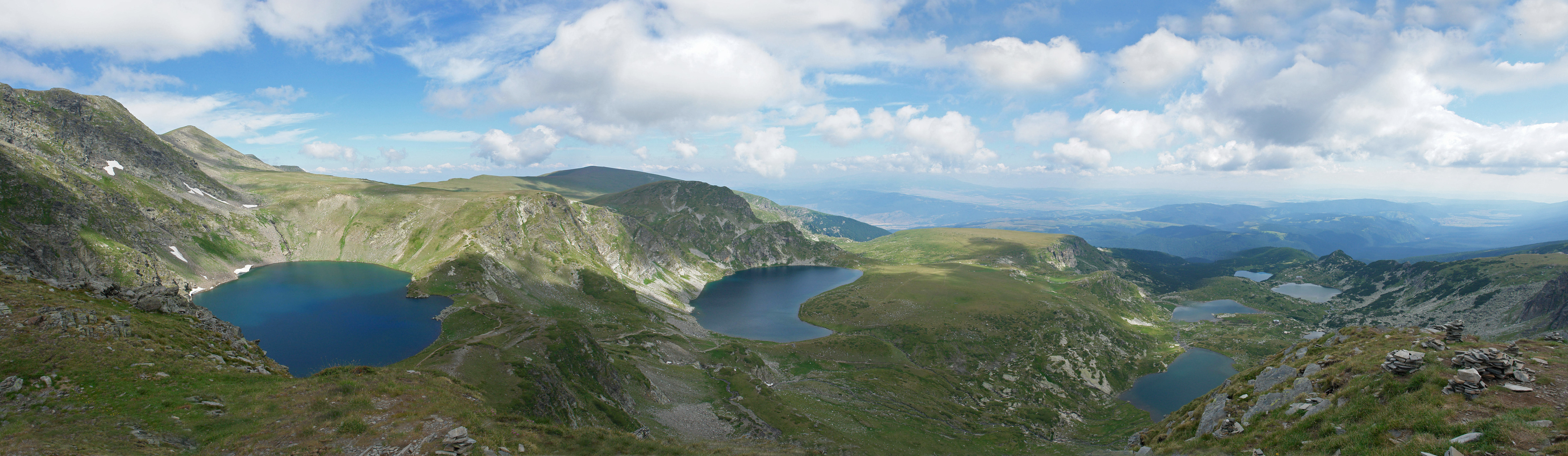
Los llamados Siete lagos de Rila, en el Parque nacional Rila.

En Bulgaria hay en 2023, según la IUCN, 1430 zonas protegidas, el 41,04 por ciento del territorio, unos 45.503 km2, del total del país de 110.863 km2, y un 8,11 por ciento de las zonas marinas que pertenecen al país, 35.172 km2. Hay 3 parques nacionales, 55 reservas naturales estrictas, 574 sitios protegidos, 35 reservas controladas, 346 monumentos naturales, 11 parques naturales y 28 criaderos de caza estatales. Además, hay 11 sitios Ramsar, y 3 sitios patrimonio de la humanidad. Las reservas de la biosfera de la Unesco han ido cambiando en los últimos años. En 2017 se añadieron cinco, pero luego se han retirado la mayor parte, por estar en zonas deshabitadas o por falta de colaboración de la población.

## Parques nacionales

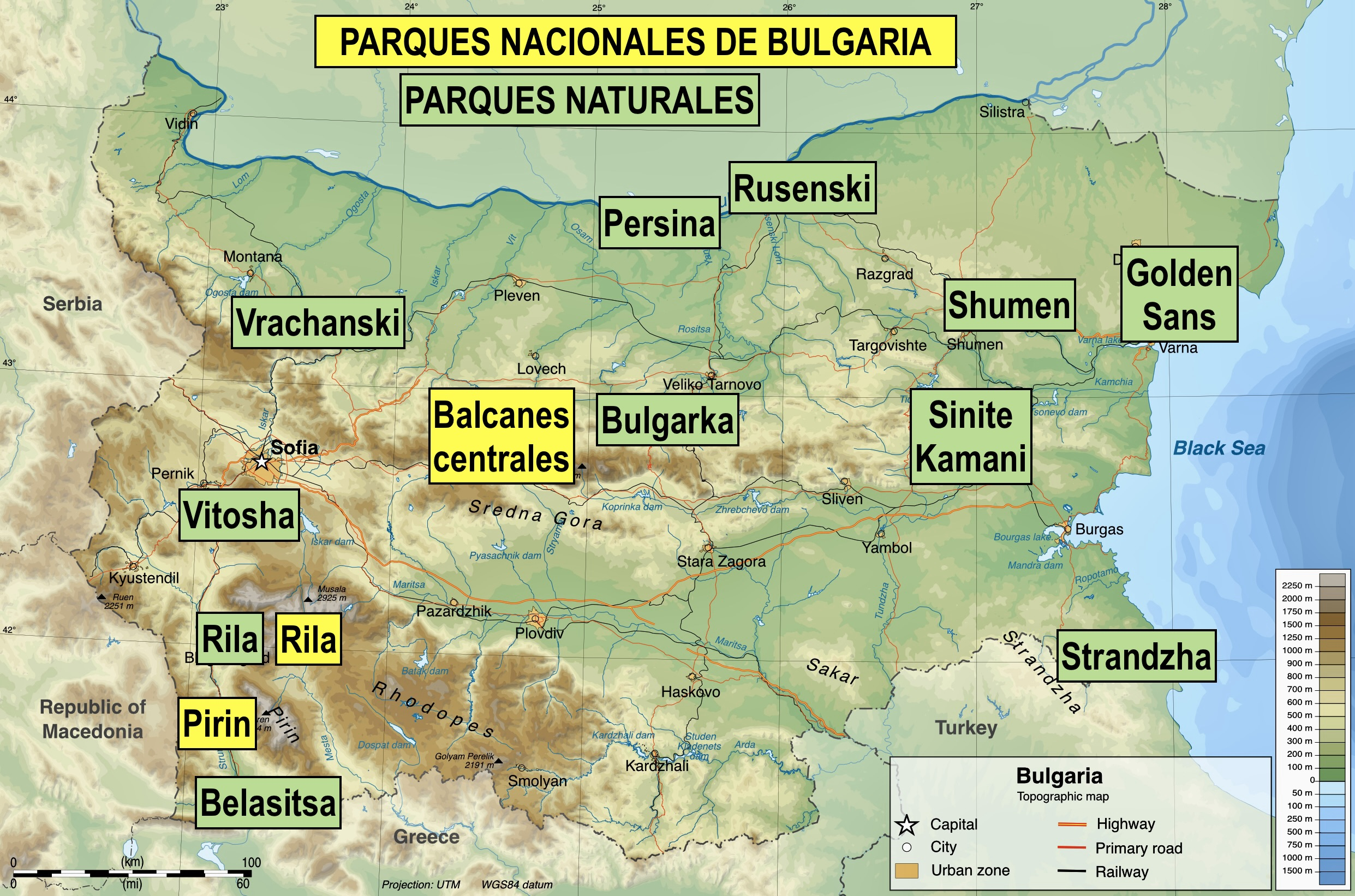
Parques nacionales y parques naturales de Bulgaria

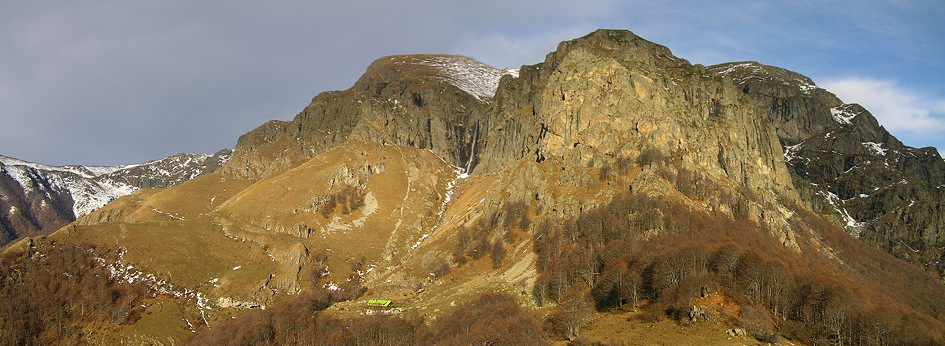
Parque nacional de los Balcanes Centrales

Pico Botev en el Parque nacional de los Balcanes Centrales

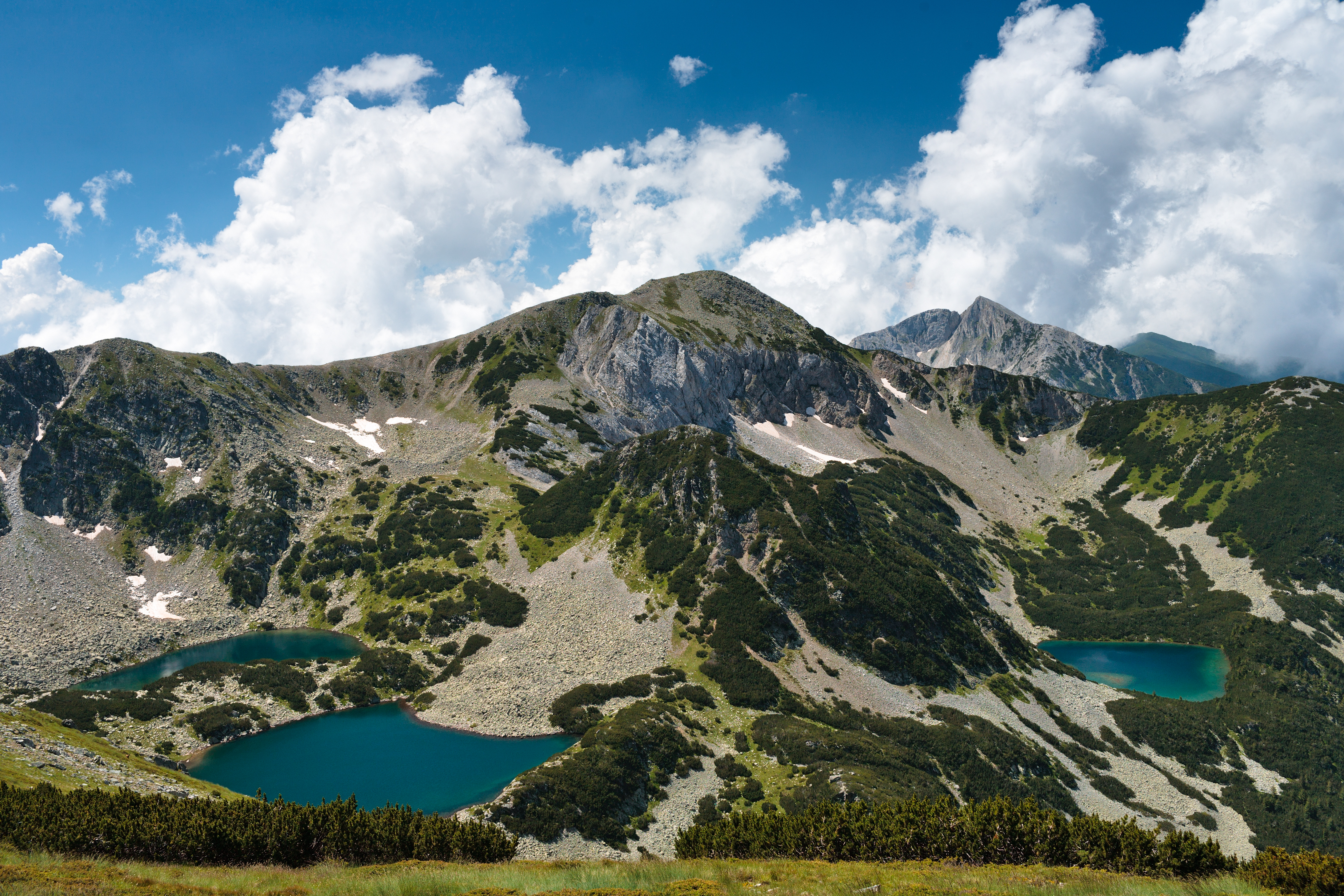
Parque nacional del Pirin

- Parque nacional Rila, 810,46 km2. En los montes Rila, al sudoeste del país, que culminan en el pico Musala, de 2925 m. A 100 km al norte de Sofía, ocupa cuatro de las 28 provincias del país: Sofia, Kyustendil, Blagoevgrad y Pazardzhik. Incluye cuatro reservas naturales: Parangalitsa, Central Rila, Ibar y Skakavitsa. El ecosistema forma parte del bosque mixto de los montes Ródope, que en las partes bajas está formado principalmente por hayas, con el acompañamiento de carpes y robles, y en las partes altas por coníferas, como el abeto blanco, la pícea de Noruega y el pino negro. En las alturas, cubiertas de vertientes rocosas y prados donde se practica algo de pastoreo, hay unos 120 lagos.[4]
- Parque nacional de los Balcanes Centrales, 717 km2, en el corazón de Bulgaria, ocupa una buena porción de los montes Balcanes, en altitudes que varía desde los 550 m cerca del pueblo de Karlovo, a los 2376 m del pico Botev. El parque se extiende a lo largo de 85 km de oeste a este con una anchura media de 10 km a lo largo de 5 provincias:  Lovech, Gabrovo, Sofia, Plovdiv y Stara Zagora, y engloba nueve reservas naturales que cubren el 28% de su extensión. Como en Rila, la vegetación pertenece a la ecorregión del bosque mixto de los montes Ródope, del bioma bosques templados de frondosas y mixtos. En las grandes alturas hay desfiladeros, barrancos, cañones y cascadas, así como unos 20 picos con más de 2000 m. Por debajo de los prados, el bosque, que ocupa el 55% del parque, está formado por hayas, píceas, abetos, carpes y roble albar.[5]
- Parque nacional del Pirin, 403,56 km2, en el sudoeste de Bulgaria. Se creó en 1962, con 62 km2, en la provincia de Blagoevgrad, y se fue ampliando. En 1983, con 270 km2, fue declarado patrimonio de la humanidad de la Unesco, y se siguió ampliando. Va desde los 950 m de altitud hasta los 2914 m del monte Vihren, en los montes Pirin. La mayor parte del parque posee más de 2000 m de altura, y está cubierta de prados alpinos, roquedos y cimas. Por debajo, hay unos 110 lagos glaciares en circos, cascadas, cuevas y bosques de coníferas. El lago más grande es el Lago Popovo. Hay pequeños glaciares, como Snezhnika, situado en el circo de Golemiya Kazan, al norte del pico Vihren, y Banski Suhodol, los más meridionales de Europa. Al oeste de las montañas Ródope, está dentro del ecosistema de bosque mixto de los montes Ródope, con una media de edad de los bosques de 85 años y un 34% de los árboles de más de 140 años. El árbol más viejo, el pino de Baikushev, tiene unos 1300 años. Los bosques cubren 231 km2, el 57% del parque. Hay 16 especies de árboles, entre ellos, el abeto del rey Boris, el pino de Macedonia, el pino de los Balcanes, el pino negro, el pino de Macedonia, la pícea común, el haya y el pino de Bosnia. Hay 159 especies de aves y, entre los mamíferos, hay oso pardo, lobo gris, gato salvaje, martas, ciervos, jabalíes y rebecos. Se han identificado más de 2000 especies de invertebrados. El parque está separado de las montañas Rila por el Paso de Predel, de 1140 m de altura. El clima es mediterráneo continental, muy condicionado por el relieve, con lluvias de 600-700 mm en las zonas bajas y 1000-1200 mm en las zonas altas. El territorio se divide entre las cuencas de los ríos Struma y Mesta. Las cuencas siguen la dirección noroeste-sudeste. Cada río tiene unos diez afluentes que nacen en los montes Pirin, entre los que destaca el Sandanska Bistritsa. Hay numerosas cascadas, destacando la de Popinolashki, de 12 m de altura.[6]

## Sitios Ramsar

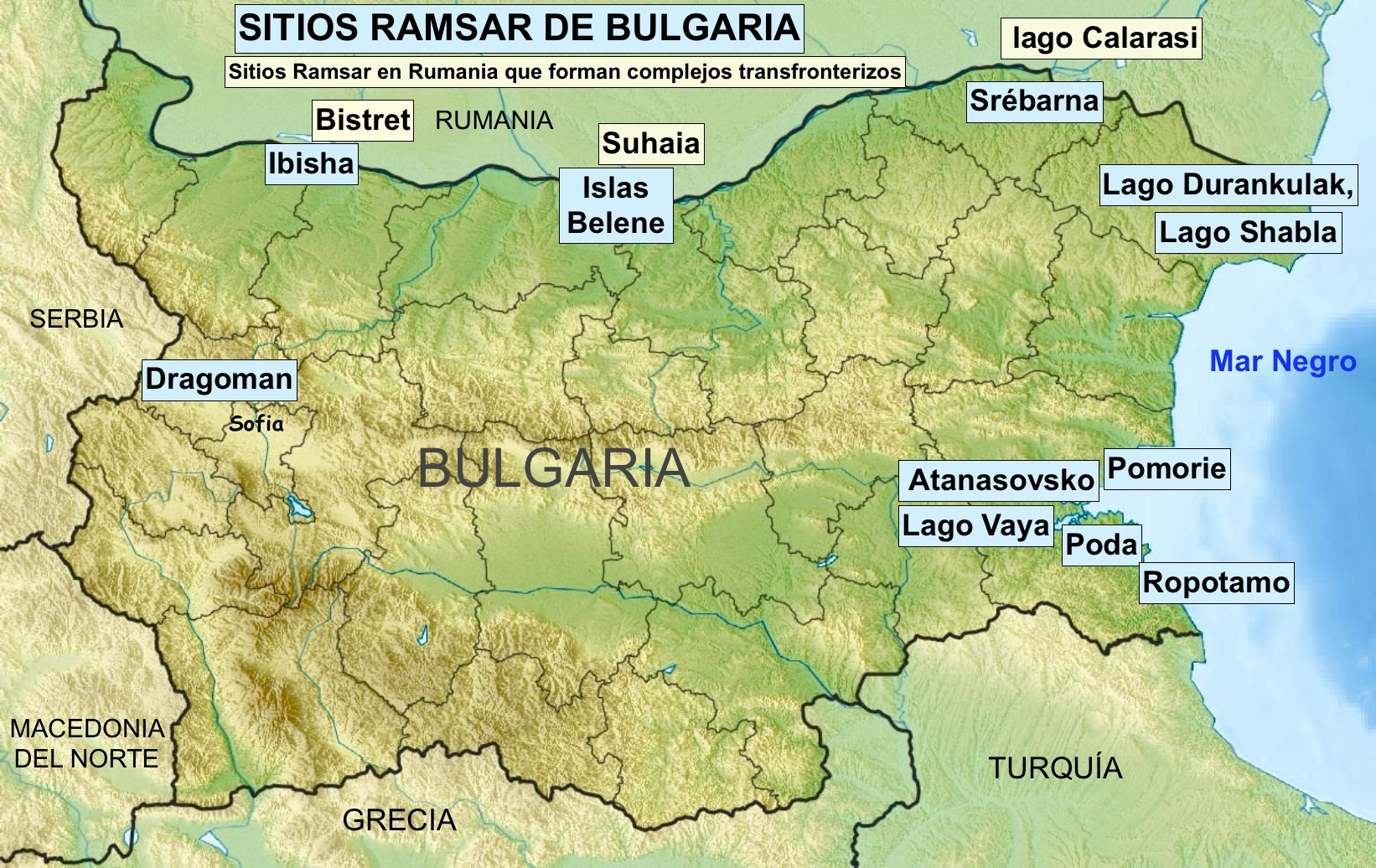
Sitios Ramsar en Bulgaria

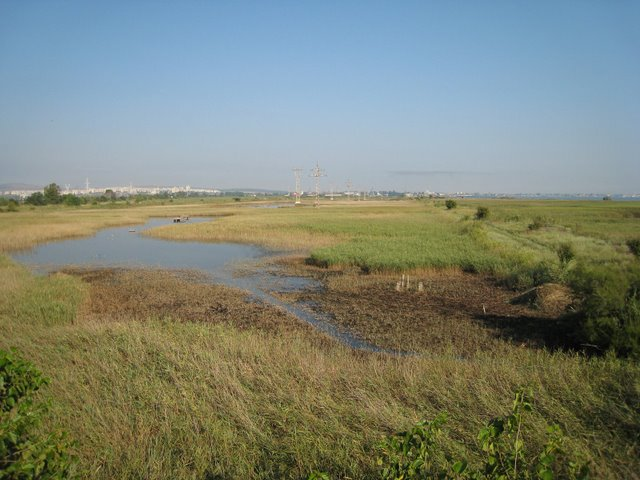
Vista del sitio Ramsar de Poda desde el centro de visitantes

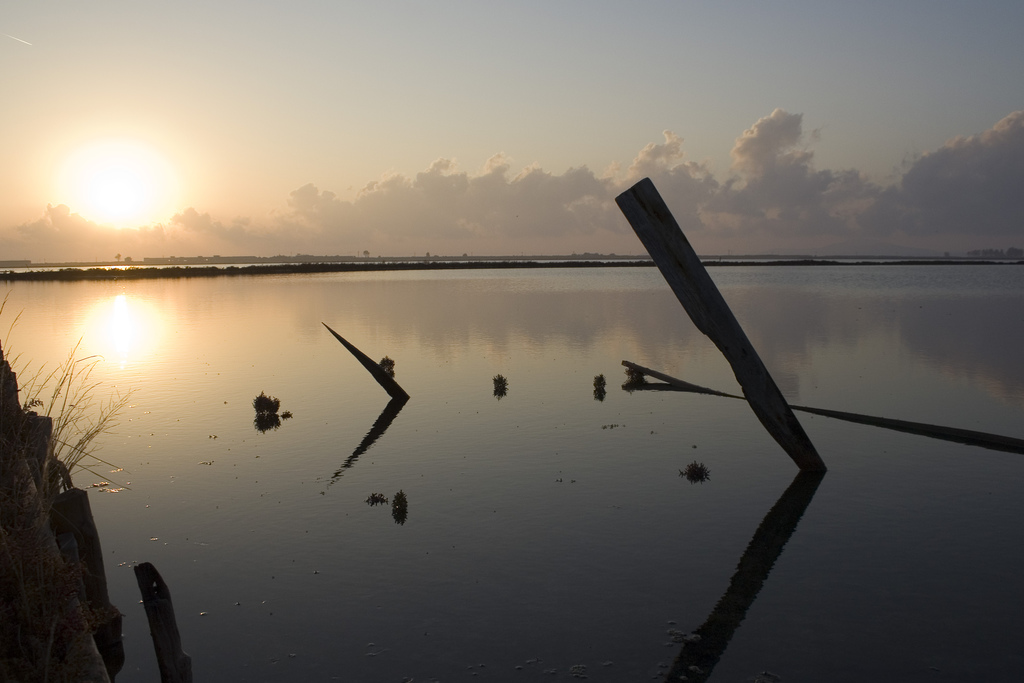
Lago de Atanasovsko

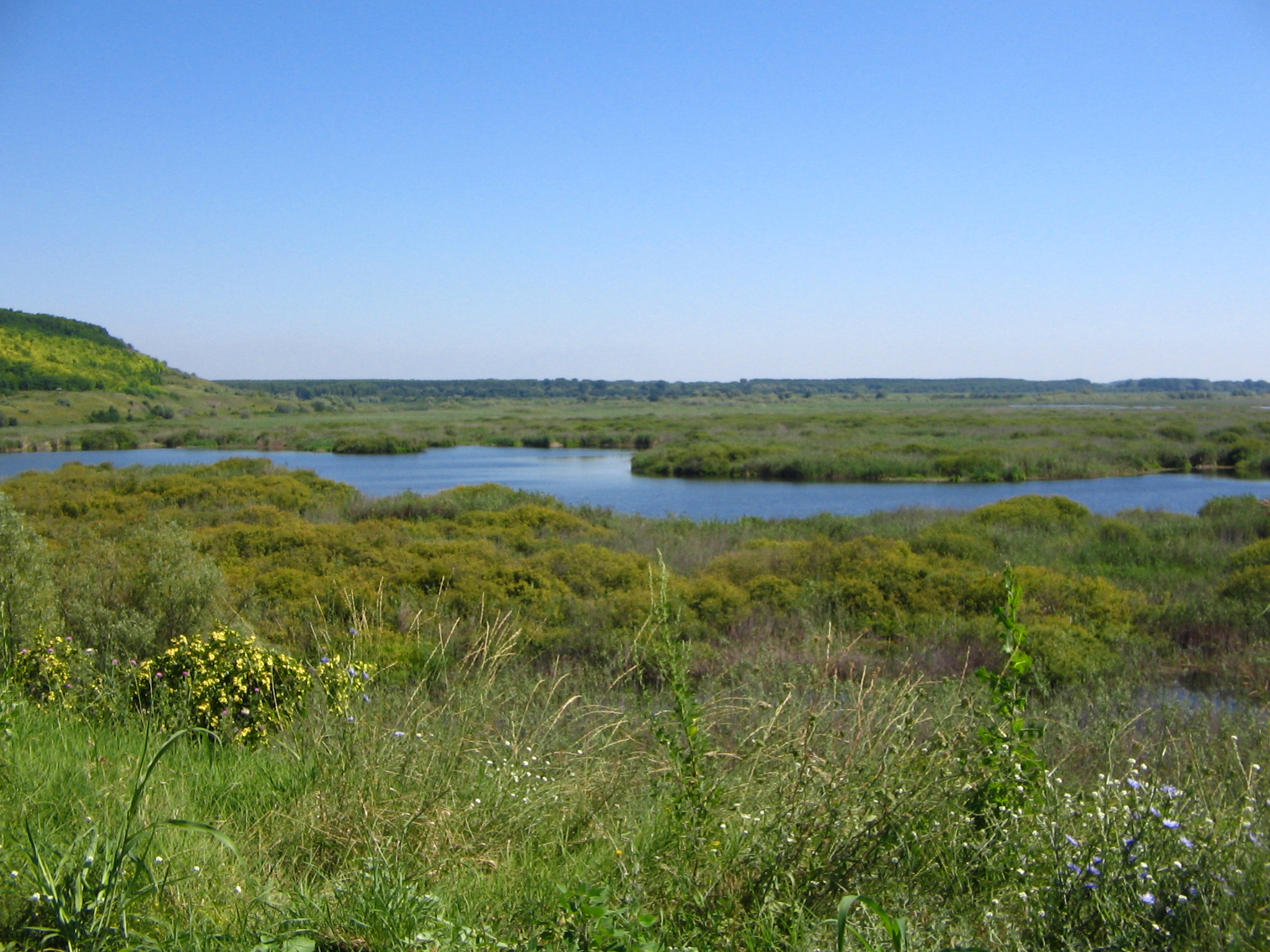
Lago de Srébarna

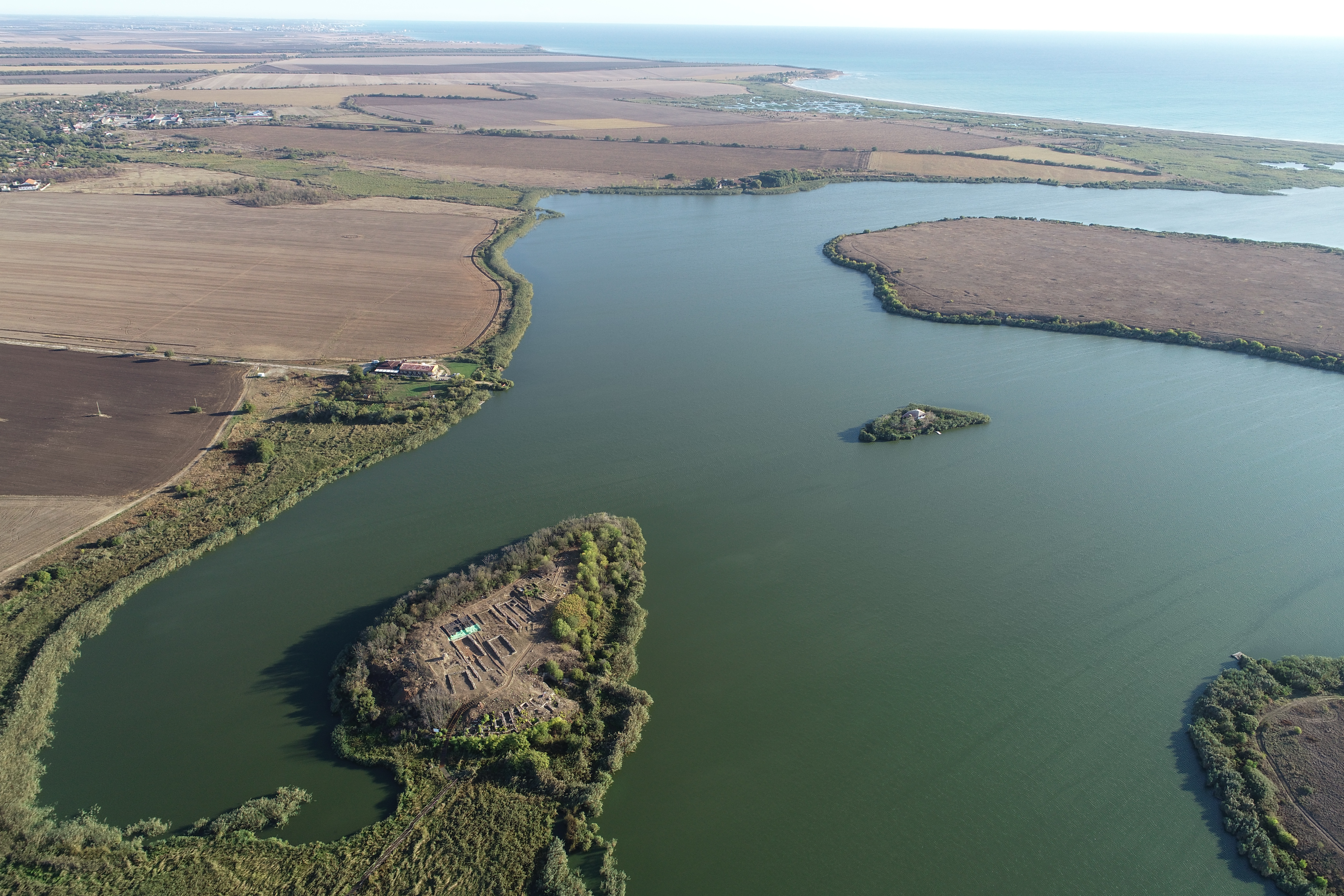
Lago Durankulak

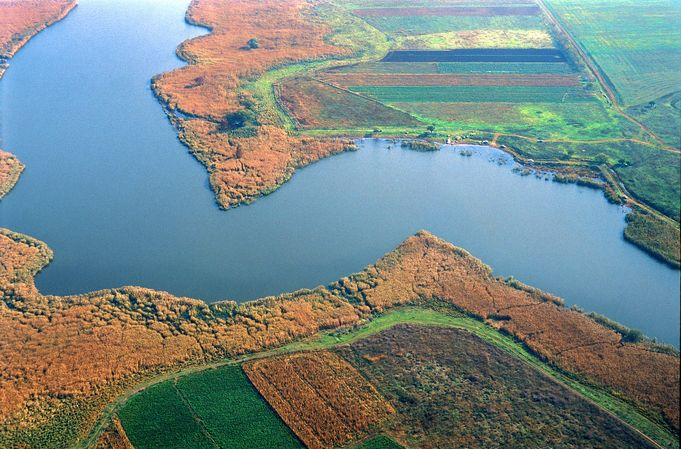
Lago Shabla

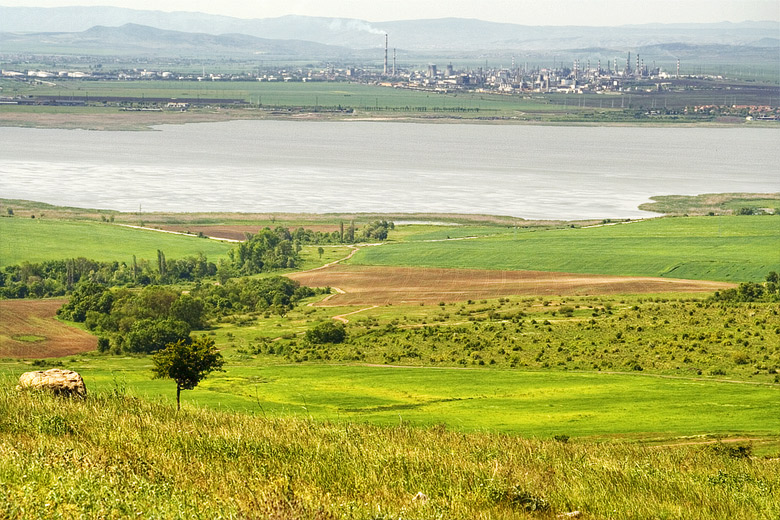
La refinería de Neftochim al otro lado del lago de Burgas o de Vaya

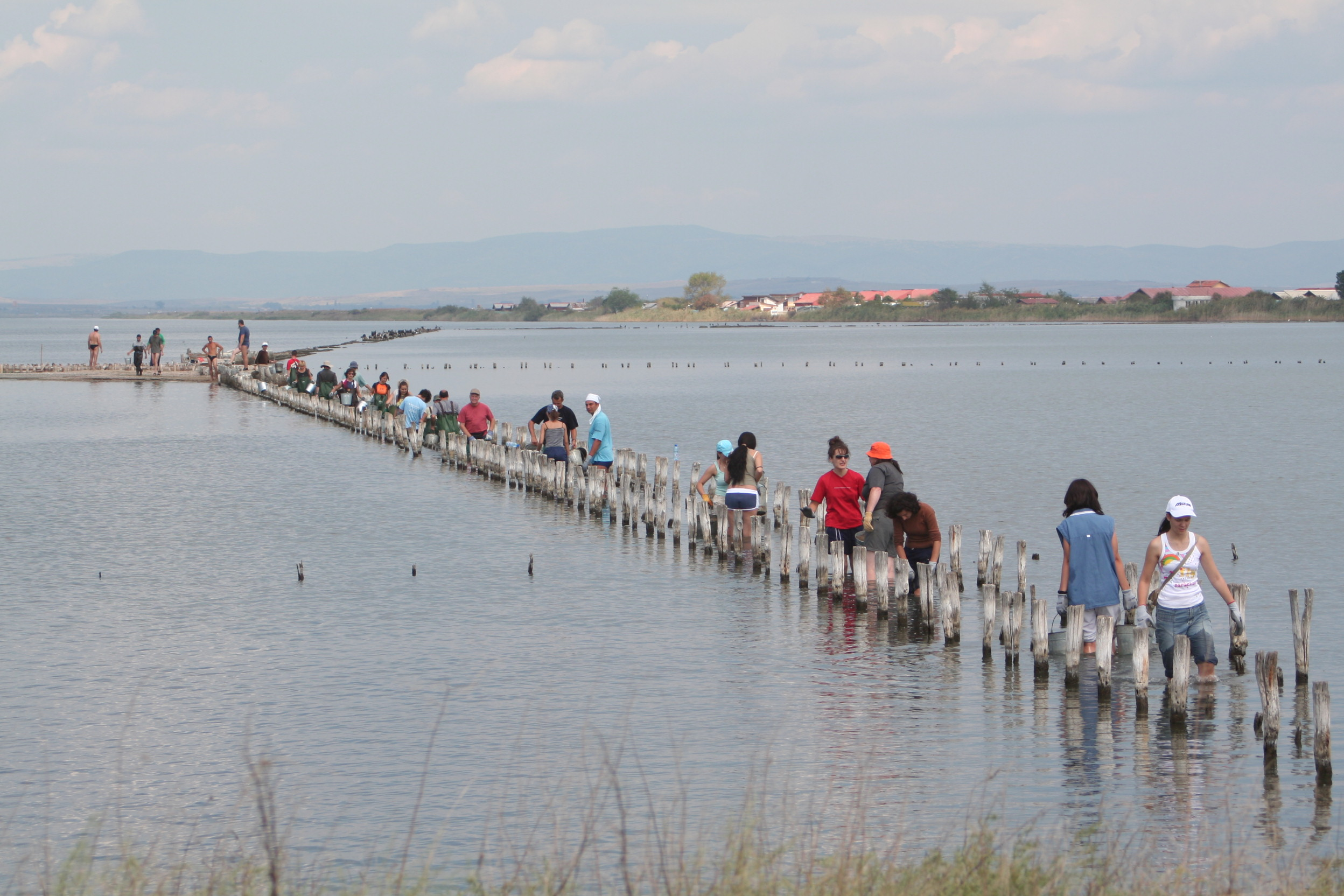
Lago de Pomorie

- Poda, 3,07 km2. Número Ramsar 1228, en 42°27'N 27°27'E, desde 2002. En las afueras de la ciudad de Burgas, en la costa del mar Negro. Está formada por marismas costeras de agua dulce, salobres y extraordinariamente salobres, con una bahía poco profunda. La variedad de aves es enorme, con 252 especies registradas, entre las que destaca el zarapito fino, la malvasía cabeciblanca, el zampullín cuellirrojo y el pelícano ceñudo, que usan el lugar como escala durante sus migraciones. Está amenazado por la expansión de los cañaverales, que reducen la disponibilidad de aguas abiertas y las zonas de cría para las aves.[7] Un poco más al norte, se encuentran los sitios Ramsar de Pomorie, Atanasovsko y Vaya, todos al fondo de la bahía o Golfo de Burgas, en la costa central de Bulgaria.
- Lago Atanasovsko, 20 km2. Número Ramsar 292, en 42°33'N 27°28'E, desde 1984. Es uno de los cuatro lagos que rodean la ciudad de Burgas junto al mar Negro. Está formado por marismas saladas, carrizales, un complejo de panes de sal, lagunas de sedimentación cerradas por diques y un canal de agua dulce. Se han registrado 317 especies de aves y la mayor población en Bulgaria de avoceta común, cigüeñuela común y chorlitejo patinegro. Una parte se usa como salinas con métodos tradicionales, lo que ayuda a mantener el nivel del agua y asegura la conservación. La expansión de los cañaverales es la mayor amenaza, reduciendo la disponibilidad de agua dulce y el espacio de cría.[8]
- Complejo Ropotamo, 33,85 km2. Número 65, en 42°18'N 27°44'E, desde 1975. En la mitad sur de la costa búlgara, en los municipios de Primorsko y Sozopol. Comprende el estuario del río Ropotamo, bosques estacionalmente inundados, dunas, una bahía y varios islotes. Destacan la cerceta pardilla, la pardela mediterránea, el pez Alosa immaculata, la anguila y la tortuga mora.[9] Incluye la Reserva natural de Ropotamo, los pantanos Alepu y Arkutino y varias zonas protegidas más pequeñas.
- Complejo de las islas Belene, 183,3 km2. Número Ramsar 1226, en 43°39'N 25°08'E, desde 2002. Forma parte del complejo transfronterizo de Suhaia-islas Belene, entre Rumania y Bulgaria. El sitio Ramsar de Suhaia,[10] al otro lado del Danubio, en Rumania, tiene 196 km2. También es parque natural. Además de la isla Belene, incluye nueve pequeñas islas, como las que forman el Parque natural de Persine, caracterizadas por marismas de agua dulce, bosques de ribera inundados temporalmente y tierras agrícolas cortadas por canales de drenaje. En el humedal hay plantas raras como el nenúfar blanco europeo y el helecho Marsilea quadrifolia, así como pelícanos, avutardasy carricerín cejudo.
- Isla de Ibisha, 33,65 km2. Número Ramsar 1227 en 43°48'N 23°30'E, desde 2002. Forma parte del complejo Ramsar transfronterizo de Bistret-Ibisha, entre Rumania y Bulgaria. El sitio Ramsar del Lago Bistret, al otro lado del Danubio, en Rumania, tiene 274,8 km2.
- Srébarna, 14,64 km2. Número Ramsar 64, en 44°06'N 27°06'E, desde 1975. Forma parte del complejo transfronterizo Ramsar del lago Calarasi-Srébarna, entre Rumania y Bulgaria. El sitio Ramsar del lago Calarasi, al otro lado del Danubio, al norte, tiene 50 km2. Srébarna incluye campos agrícolas, bosques, islotes con carrizales y un lago de agua dulce eutrófico que forma la mayor marisma de la parte búlgara del río Danubio. Es el único sitio donde anida el pelícano ceñudo, con una colonia de cormorán pigmeo, así como la mayor población de porrón pardo de Bulgaria. Asimismo, el lugar es importante para peces como la anguila y mamíferos como el turón búlgaro. Está amenazado por la eutrofización debida al incremento de la sedimentación.[11]
- Lago Vaya, 29 km2. Número Ramsar 1230, en 42°29'N 27°23'E, desde 2002. Es uno de los cuatro lagos de los humedales que rodean la ciudad de Burgas en el mar Negro, en el Golfo de Burgas. Es el mayor lago costero búlgaro, conectado al mar a través de un canal que le proporciona una carácter salobre. Alberga más de 74.000 aves acuáticas de 240 especies distintas durante los periodos de migración. Muchas están en la lista roja de especies amenazadas, como la malvasía cabeciblanca, la barnacla cuellirroja, la anguila europea y la tortuga mora. La amenaza es una refinería y zona industrial cercana.[12]
- Lago Durankulak, 13,7 km2. Número Ramsar 293, en 43°40'N 28°32'E, desde 1984. En la costa norte, cerca de la frontera con Rumania. Es un lago salobre separado del mar Negro por una estrecha barra de arena. Está situado en la Vía Pontica, antigua calzada romana en Tracia a lo largo del mar Negro, en la segunda mayor ruta migratoria de Europa. Muchas aves lo usan como escala o para hibernar. Es especialmente importante para las amenazadas barnacla cuellirroja y el ánsar careto, abundante en invierno. El lago alberga un total de 254 especies de aves, 92 de las cuales anidan y 72 están amenazadas. Se han llegado a contar 22.000 ejemplares. Asimismo, contiene varias especies de plantas endémicas de los Balcanes, y unas 70 especies de algas. Para protegerlo se ha creado una zona colchón de 500 m donde están prohibidos los pesticidas. Son amenazas el aumento de los carrizales y la creciente población de chacales.[13]
- Lago Shabla, 4,18 km2. Número Ramsar 801, en 43°34'N 28°34'E, desde 1996. En las costa norte de Bulgaria, al sur de Durankulak, está formado por dos lagos salados costeros conectados por un estrecho canal artificial. Los lagos están rodeados por campos y una barra de arena. Se han registrado 248 especies de aves, 96 de las cuales anidan, 88 pasan el invierno y 69 están amenazadas. Es importante para la barnacla cuellirroja, que hiberna en gran número. Hay numerosas garzas, garcetas, patos, limícolas y algunos pelicanos que lo visitan durante las migraciones primaverales y otoñales. Amenazado por los cultivos intensivos que lo rodean.[14]
- Complejo kárstico pantanoso de Dragoman, 149,4 km2. Número Ramsar 1970, en 42°55'N 23°03'E, desde 1970. Entre la frontera con Serbia y la ciudad de Sofía, es el único pantano calcáreo en Bulgaria, y uno e los mayores de los Balcanes. En el complejo hay una variedad única de hábitats, pantanos kársticos, ciénagas, turberas, estanques y viveros de peces. Debido a esto, hay una gran diversidad que alberga 256 especies de aves, 9 de reptiles, 23 de mamíferos y 180 de plantas vasculares. Las especies de aves son el 61% de todas las que hay en Bulgaria. Entre 1930 y 1990, la zona fue drenada y se construyeron canales y estaciones de bombeo. Desde 1990, se ha producido una rápida recuperación, aunque sigue estando amenazado.[15]
- Complejo de humedales de Pomorie, 922 ha. Número Ramsar 1229, en 42°35'N 27°37'E, desde 2002, en la provincia de Burgas. La mayor parte es una laguna costera hipersalina conectada con el mar Negro por un estrecho canal. También hay estuarios (en el río Akheloy), marismas saladas, dunas, cañaverales, panes de sal, etc. Es una de las dos lagunas costeras hipersalinas del mar Negro convertidas en salinas, pero también es importante por su biodiversidad. Se han registrado 269 especies de aves, incluyendo tres globalmente amenazadas. Es una destacada escala para aves migratorias, como cisnes, patos, fochas, etc., y lugar de cría para varias especies de chorlitos, avocetas, zancudas y golondrinas. Se usa para la extracción de sal y de fangos curativos. El centro de visitantes se abrió en 2010.[16]

## Reservas de la biosfera de la Unesco

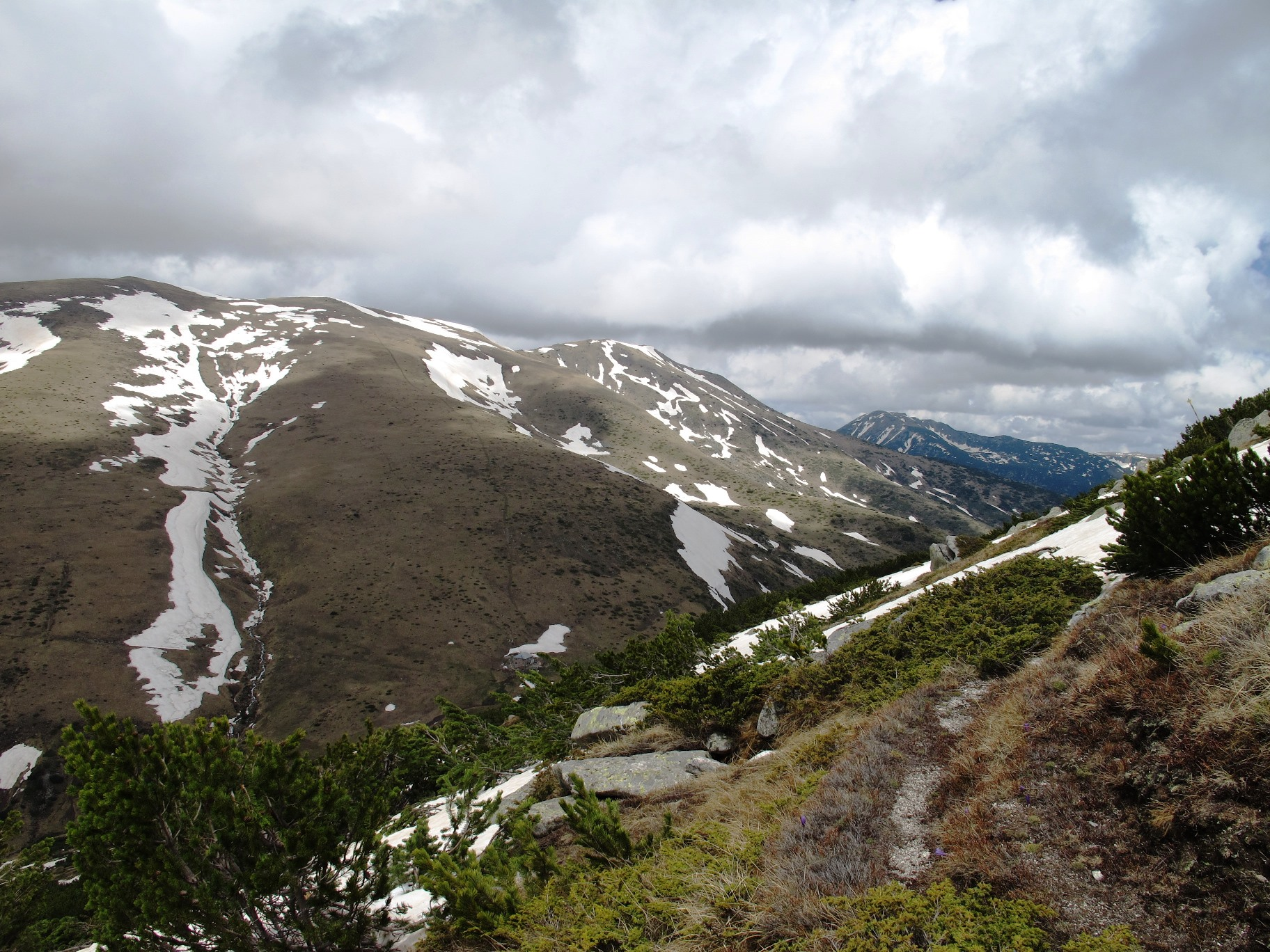
Reserva de Parangalitsa

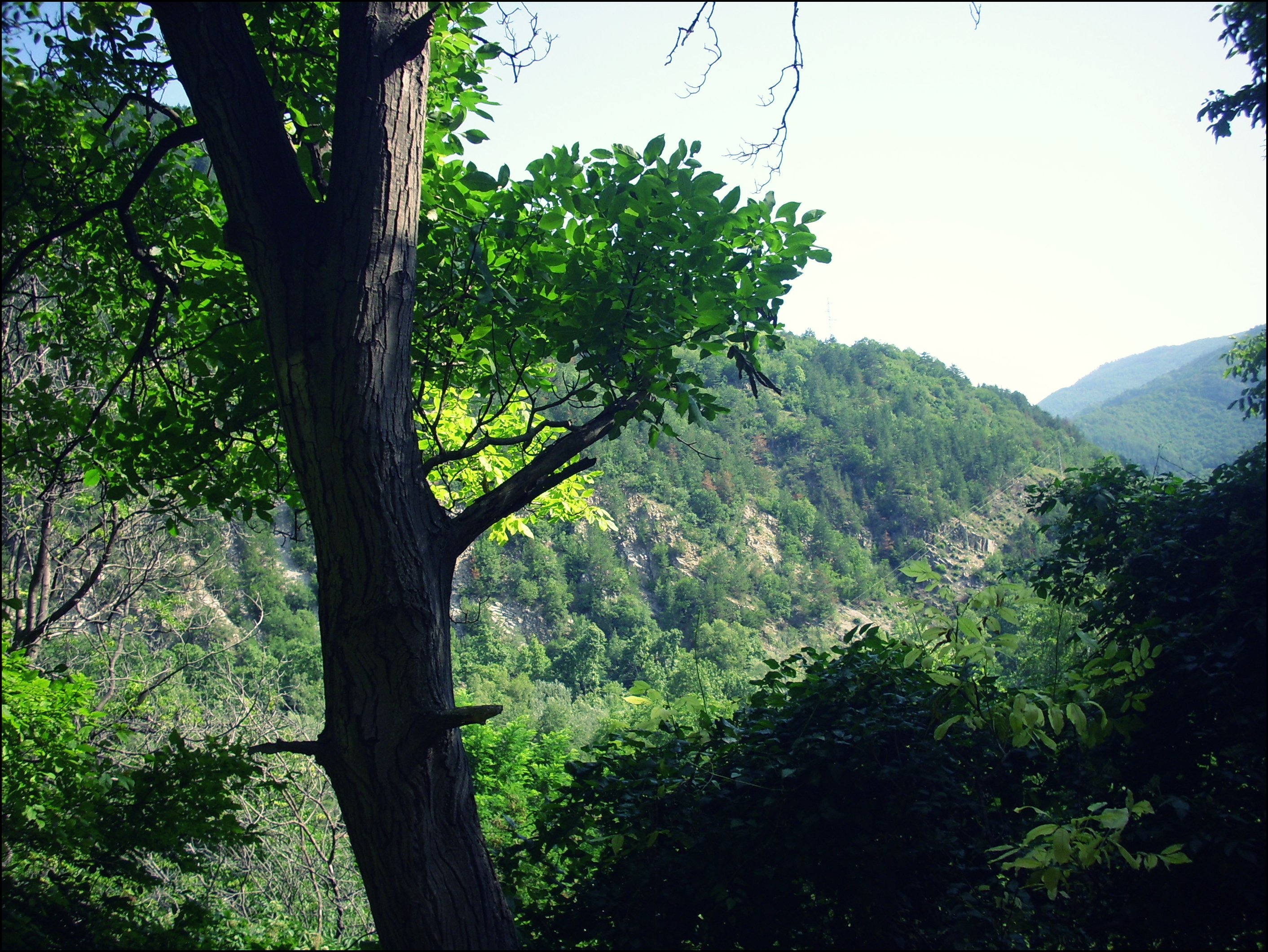
Reserva de Chervenata Sténa

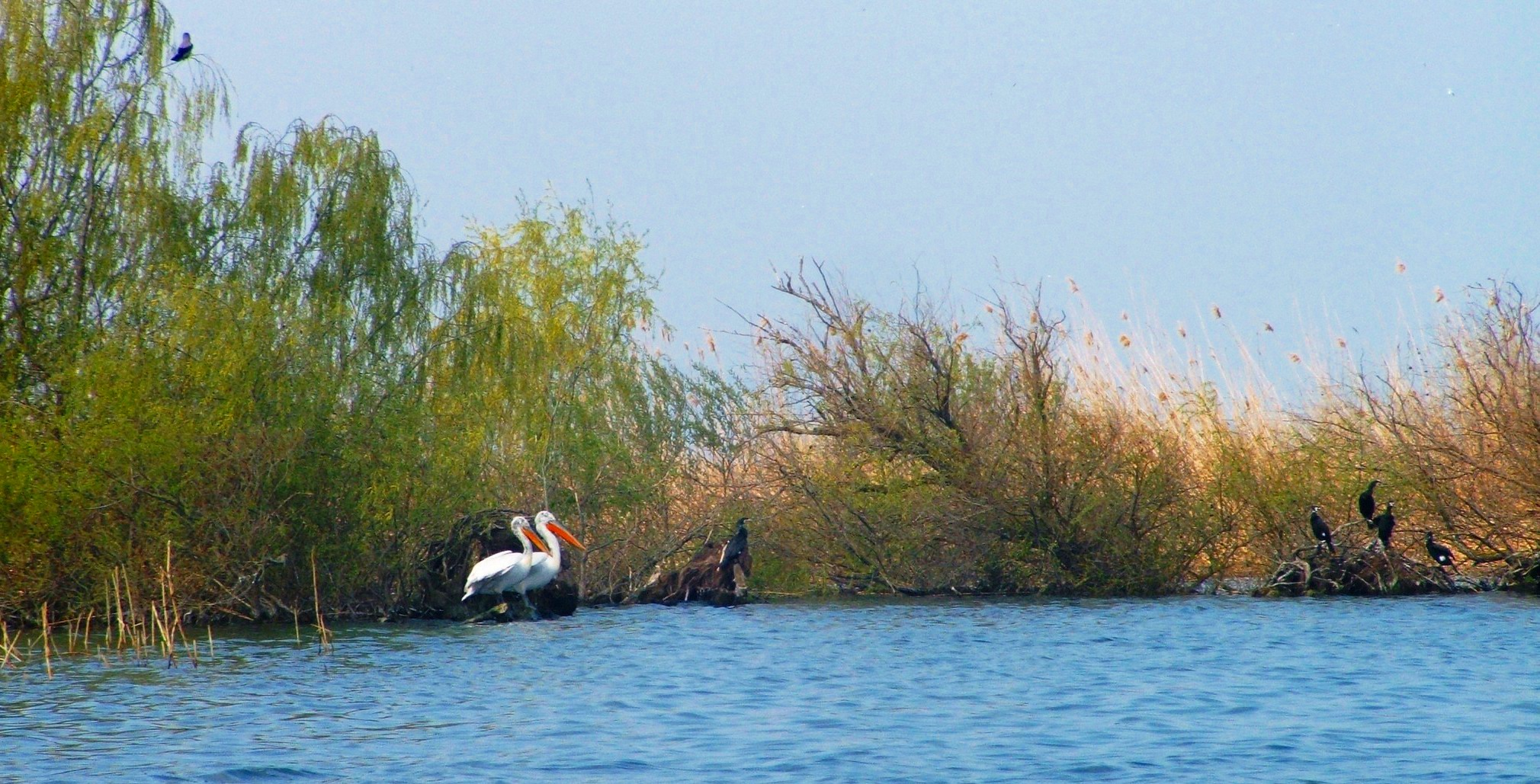
Pelícanos en el lago de Srébarna

Hasta 2014 había 14 reservas de la biosfera de la Unesco. En 2020 ya solo quedaban cuatro, y en 2023 solo aparecían dos en las páginas de la Unesco. En definición de las Unesco: "Las reservas de biosfera son “lugares de aprendizaje para el desarrollo sostenible”. Son sitios donde se intentan aplicar enfoques interdisciplinarios que permitan entender y gestionar los cambios y las interacciones que se producen entre los sistemas sociales y ecológicos, entre los cuales se encuentran la prevención de conflictos y la gestión de la biodiversidad".
- Reserva de la biosfera de Parangalitsa, 15 km2, en el sudoeste de las montañas Rila en la región de Blagóevgrad, al oeste de Bulgaria. Protege un bosque primario, principalmente de pícea común y diversos tipos de pinos. Fue declarada reserva de la biosfera en 1977, con una altitud que oscila entre 1400 y 2485 m, incluyendo 400 ha de las coníferas más viejas de Bulgaria. En 2020 fue retirada como reserva de la biosfera de la Unesco.[17]
- Reserva de la biosfera de Ouzounboudjak, 30 km2, en 42°00'N; 27°45'E, en la montaña Strandzha, en la orilla izquierda del río Rezovo, en la frontera con Turquía, a solo 20 km del mar Negro, con un clima con influencias marítimas. Se creó en 1956 como reserva para proteger la flora póntica, mediterránea y centroeuropea, y en 1977 se declaró reserva de la biosfera. Posee bosques de robles y hayas, y matorrales de rododendro, Daphne pontica, Vaccinium arctostaphylos y nísperos. Entre la fauna hay jabalíes, corzos, gatos salvajes, tejones, zorros, etc.[18]
- Reserva de la biosfera de Chervenata Sténa, 654 km2, en 41°52'N; 24°45'E. El pico de Chervenata Sténa tiene 1497 m de altitud.[19] El entorno alberga una reserva natural estricta del mismo nombre, en las montañas Ródope, en el centro de Bulgaria.[20] El interés de la zona radica en la diversidad de hábitats, una quincena, de la cual destacan cinco; manantiales con formaciones de travertino,[21] bosques de Tilio-Acerion (bosque mixto de especies como el arce blanco, el fresno norteño, el olmo montano y el tilo norteño en un entorno de vertientes rocosas),[22] bosque aluvial con aliso común y fresno norteño,[23] bosques de roble[24] y bosques de pinos con pinos negros endémicos.[25] Alberga el monasterio de Bachkovo.[26]
- Reserva de la biosfera de Srébarna, 9 km2 (902 ha), en 27o6'41"E; 44o6'46"N. El Lago Srébarna es un ejemplo único de un tipo de humedal del pasado. Engloba la Reserva natural de Srébarna y es sitio Ramsar al sur del Danubio, formando parte del sitio transfronterizo de Srébarna-Calarasi. Posee vegetación flotante destacada y bosques de sauces inundables. Hay unas 243 especies de aves y se han registrado 1430 especies de plantas. Aquí anida el pelícano ceñudo, hay una colonia de cormorán pigmeo y la mayor nidada de porrón pardo del país, así como, entre otros, ánade friso, porrón europeo y cerceta carretona.[27]
- Reserva de la biosfera de los Balcanes Centrales, 3690 km2 con una zona núcleo de 200 km2. A lo largo de los Balcanes, en el centro de Bulgaria. Tiene un núcleo de 200 km2. Cuatro importantes ríos nacen en la reserva: Tundzha, Vit, Osam y Stryama. Hay 45 especies de algas, 238 de musgo, 337 de Micromicetos y casi 1700 de plantas, de las que 186 son de interés florístico y 17 están en la lista roja. Hay 98 especies endémicas.[28]

## Parques naturales

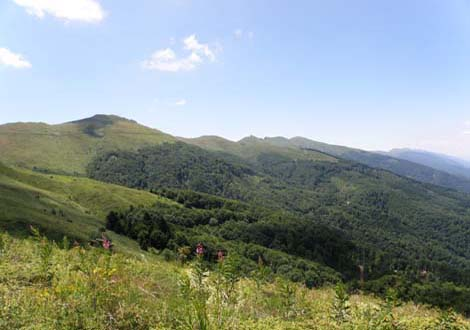
Belasitsa

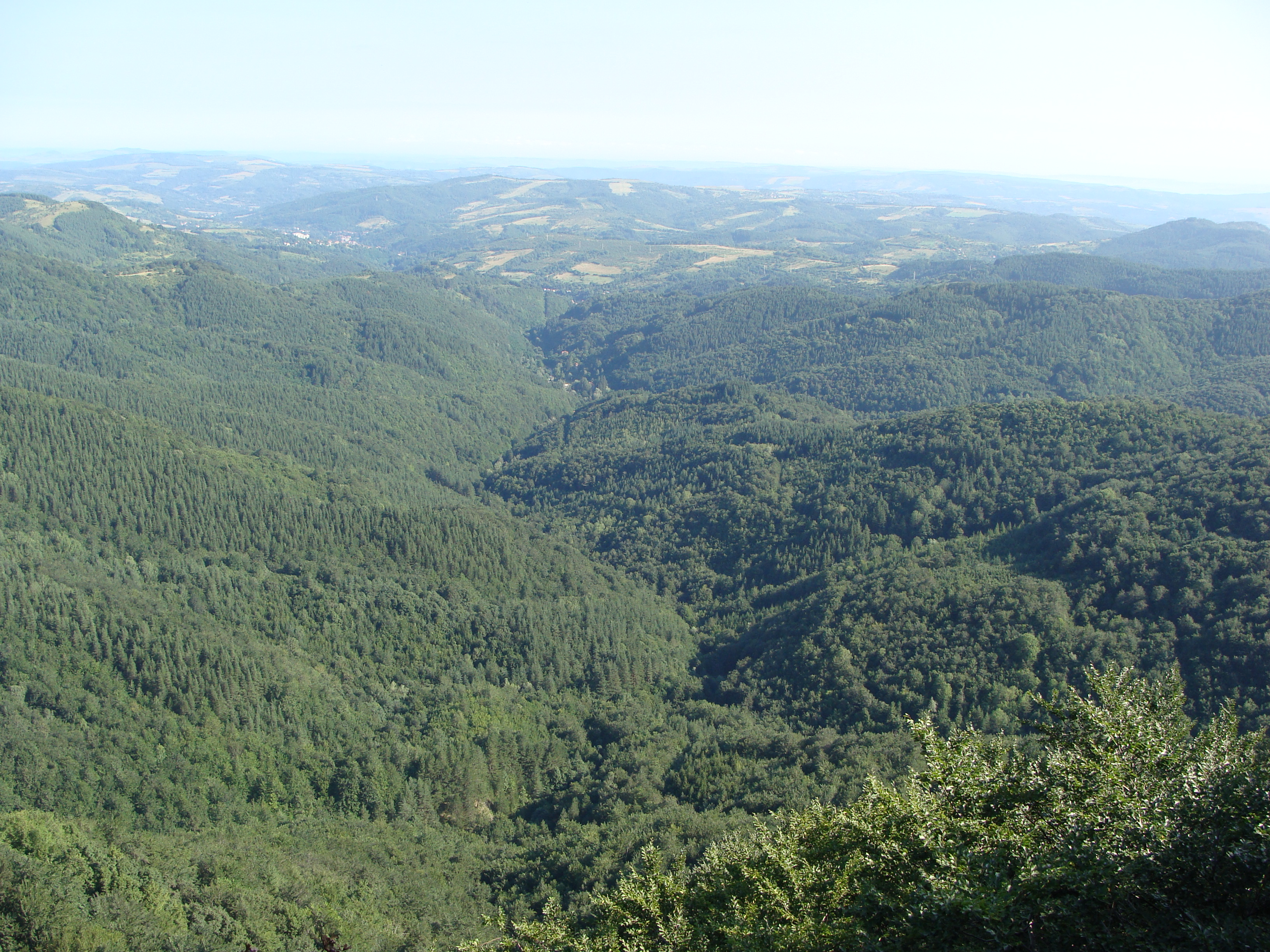
Parque natural de Bulgarka

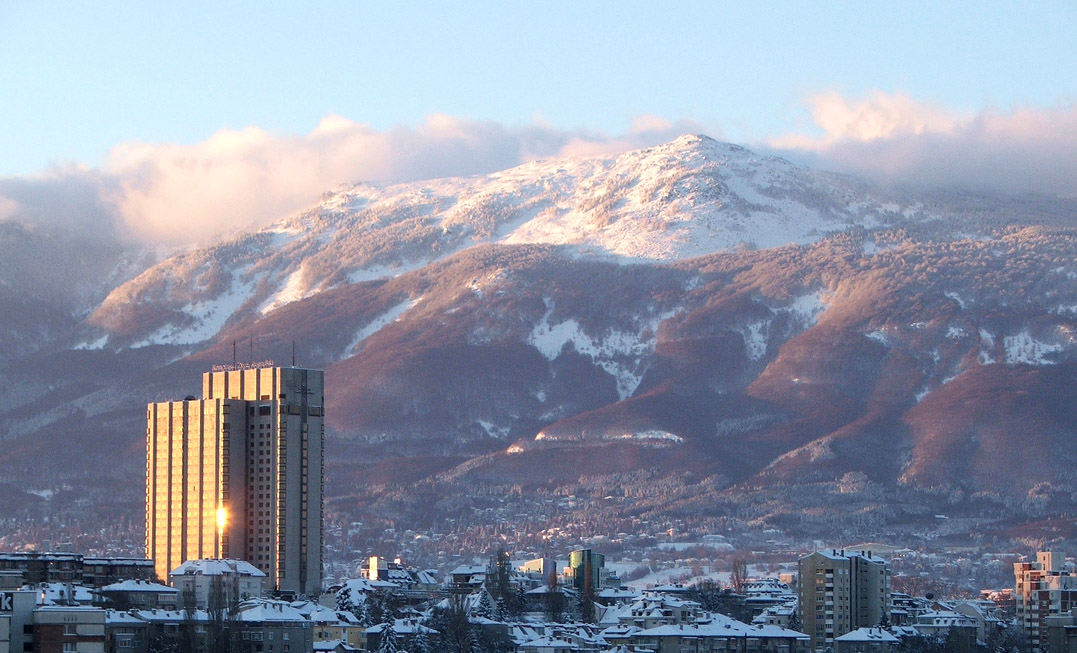
Monte Vitosha, visto desde Sofía.

- Parque natural de Belasitsa, 117,3 km2, desde 2007. En la vertiente norte de los montes Belasitsa, en el extremo sudoeste del país, en una zona compartida con Macedonia del Norte y Grecia. Alberga unas 1500 especies de plantas, algunas endémicas de los Balcanes. Se creó para proteger ecosistemas forestales de hayas y castaños. También hay tejos, acebos, arces y lirios, entre otras muchas.[29]
- Parque natural de Bulgarka, 217,7 km2. En la vertiente norte de los montes Balcanes, en el centro y este de las montañas del interior de Bulgaria, entre las ciudades de Gabrovo y Kazanlak, hasta la parte oriental más llana de Stara Planina, con un territorio muy diverso. El 80%, 174 km2, está cubierto de bosques, la mayor parte, el 65%, de hayas, pero también de robles, robinia de agua, abedules, tilos, olmos, acacias, álamos, arces, fresnos, etc., y entre las coníferas, pino negro, píceas, abetos y otros. Hay 31 especies de plantas amenazadas, entre ellas orquídeas y tejos. Entre los animales hay lobos, chacales, osos pardos y ciervos.[30]

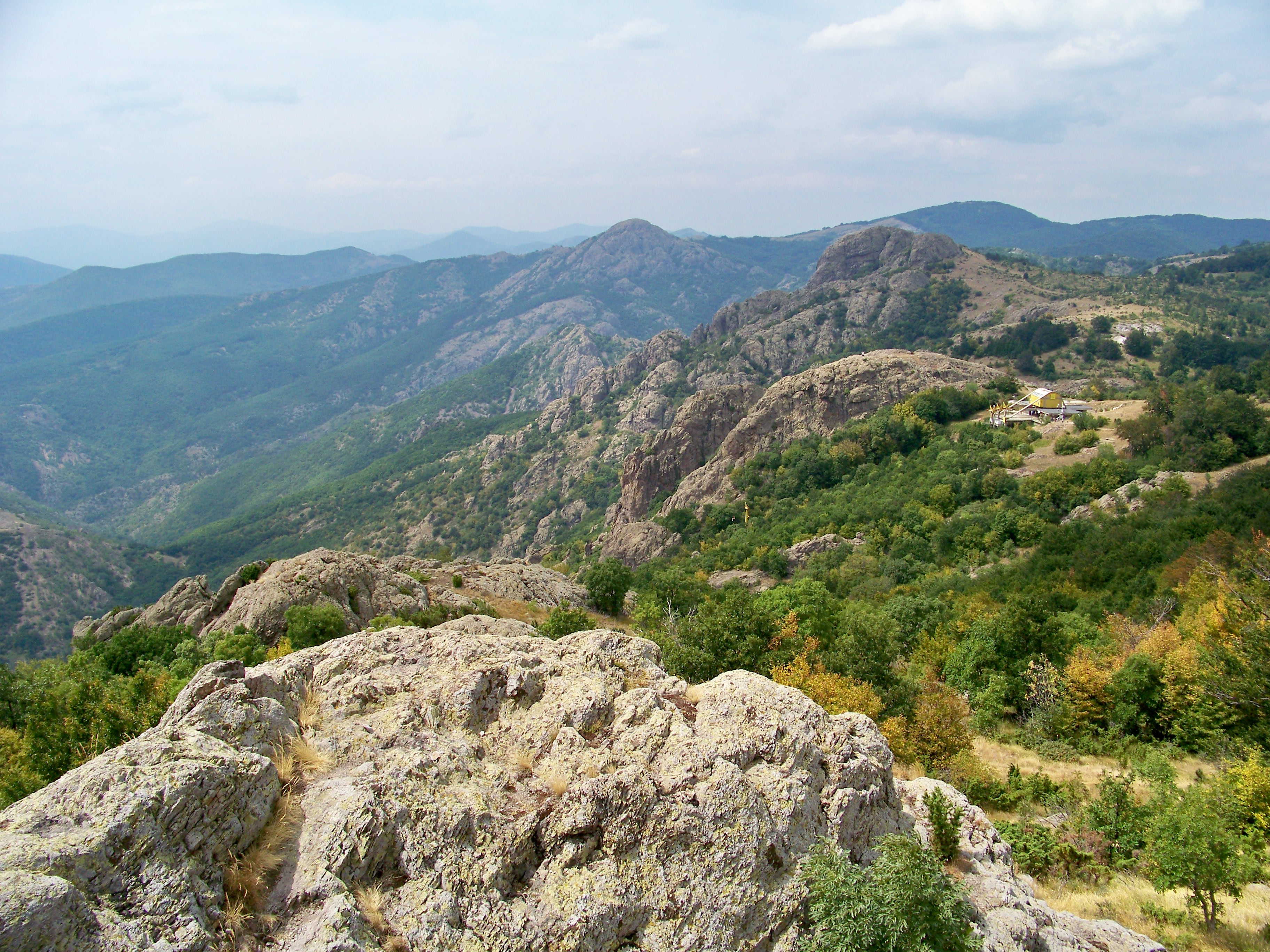
Parque natural de Sinite Kamani

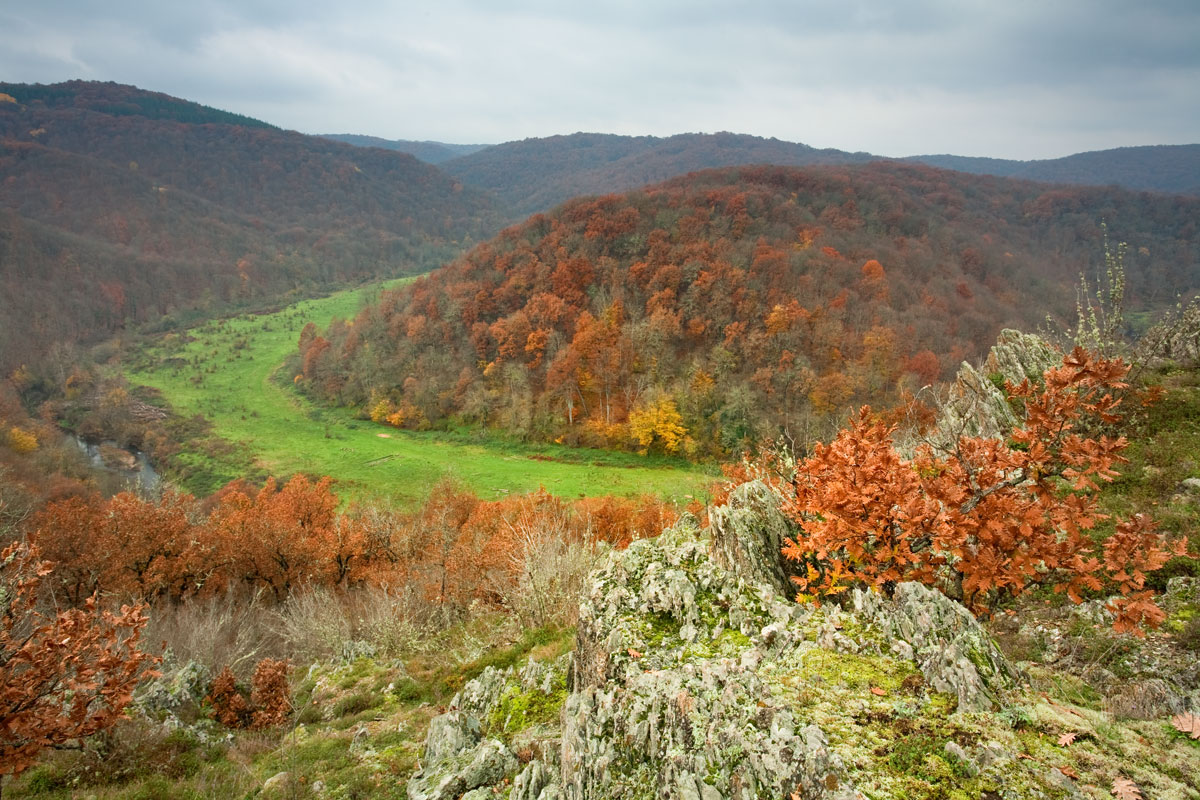
Aspecto otoñal de un meandro del río Veleka en el Parque natural de Strandzha.

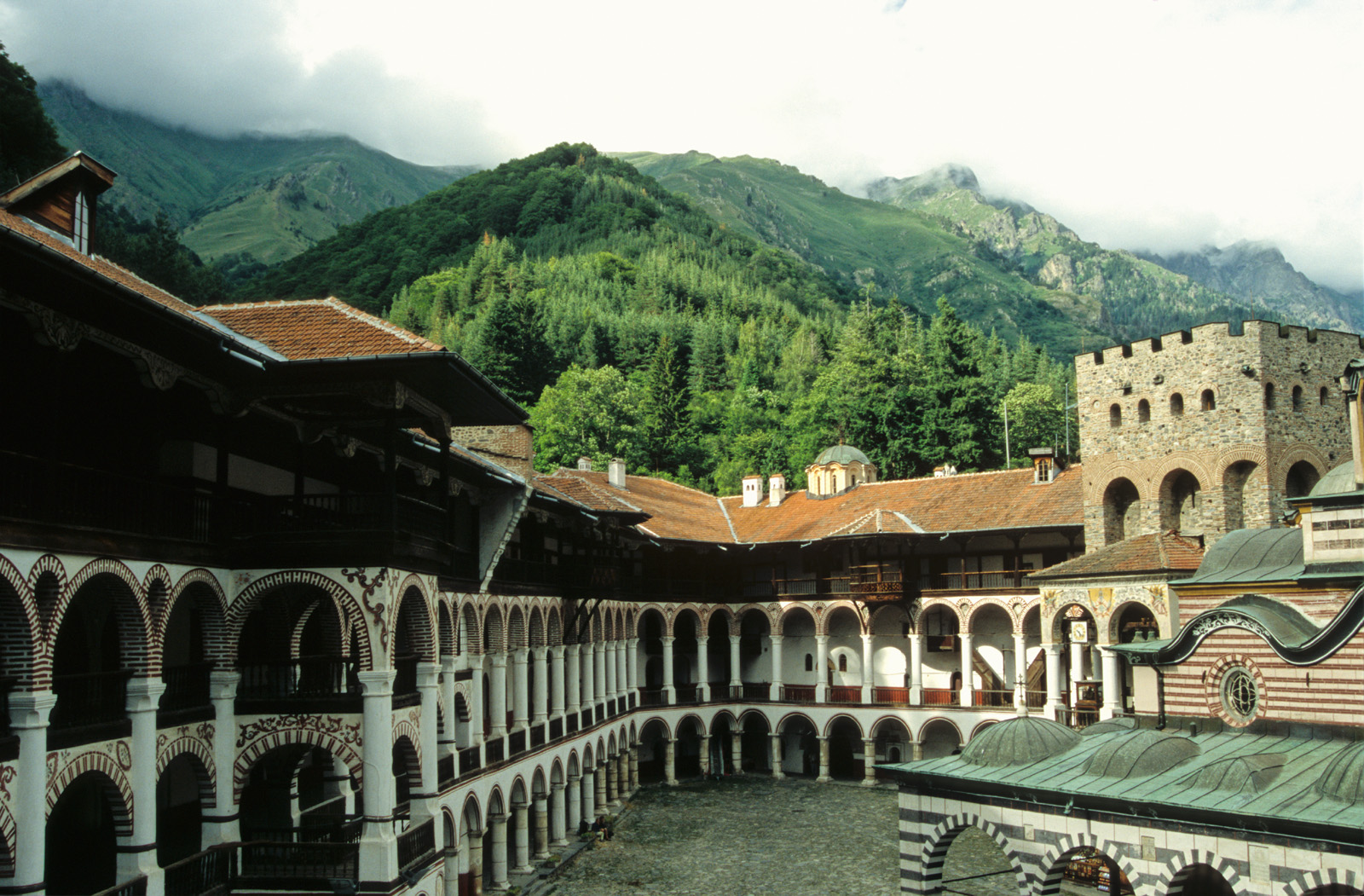
Monasterio de Rila y montañas circundantes del parque natural

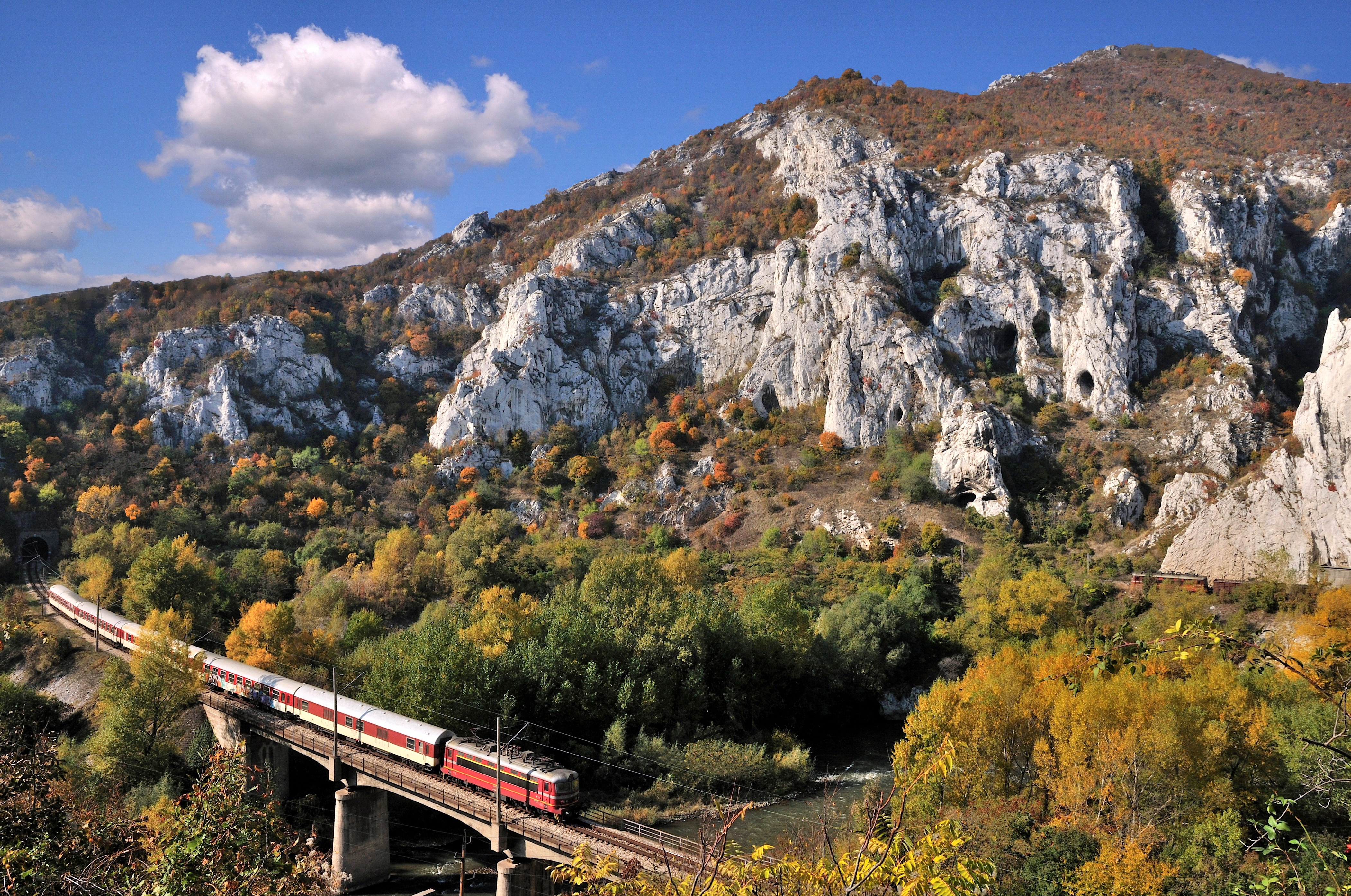
Parque natural de Vrachanski Balkan

- Parque natural de las Arenas Doradas o Golden Sands (Природен парк "Златни пясъци), 13,2 km2. En la costa búlgara del mar Negro, en la provincia de Varna. Tiene unos 9,2 km de longitud y una anchura de 1,2 km, con una altura máxima de 293 m en Chiplak Tepe y una media de 110 m, y fue declarado parque en 1943 con el nombre de bosque estatal de Hachuka. Está formado por un denso bosque caduco con varios tipos de robles, así como tilos, olmos y arces. Algunos arces blancos tienen una circunferencia de cuatro metros. Entre las hierbas destacan el género Verbascum, el lino y el plántago. No todo el bosque es virgen, se han introducido muchas especies como el carpe y diversas coníferas.[31][32] Junto al parque se encuentra el resort de Golden Sands.[33]
- Parque natural de Persina, 217,6 km2. Es un humedal en el lado búlgaro del Danubio, creado en 2000 a lo largo de tres municipios: Nikopol, Belene y Svishtov. Creado en 2000, más tarde fue llamado isla Persin, como parte del complejo de las isla Belene. Tiene 15 km de largo y 6 km de ancho, y es la cuarta isla más grande del Danubio en Bulgaria. Junto a otras islas más pequeñas y como parte del Complejo de las islas Belene fue declarado sitio Ramsar.[34]
- Monasterio de Rila, 252 km2. En la parte occidental de la cordillera de Rila, entre 750 y 2713 m, en el municipio de Rila, en la provincia de Kyustendil e incluye bosques, prados de montaña, zonas alpinas y 28 lagos glaciares. El parque se encuentra completamente dentro de la ecorregión terrestre de bosques mixtos montanos de Rodope del bioma de bosques templados de hoja ancha y mixtos del Paleártico. Las tierras pertenecían al monasterio de Rila, un centro cultural y espiritual de Bulgaria, fundado durante el Primer Imperio búlgaro por el asceta del siglo X y santo Juan de Rila. Fue designado Patrimonio de la Humanidad por la UNESCO en 1983.[35]
- Parque natural de Sinite Kamani, 114 km2. En otras fuentes, 70 km2. Sinite Kamani significa Piedras Azules, debido al color de las rocas de tonos gris a violeta que se elevan 1000 m en los picos de Chitalka, Kutelka y Bulgarka, de 1181 m, este último el más alto al este de los Balcanes. El parque, del que emergen diversas formaciones rocosas muy llamativas, está cubierto de bosques de hayas. También se encuentra el Lago Karandila y varios embalses pequeños que alimentaban un sistema de batanes y molinos de los siglos XVIII y XIX. En el desfiladero del río Selishka se encuentra la primera fábrica de telas de Bulgaria, construida por Dobri Zeljazkov en 1834.[36]
- Parque natural de la meseta de Shumen, 39,3 km2, en la provincia norteña de Shumen, la meseta más alta de la llanura del Danubio. El parque abarca la reserva del bosque de Bukaka, que es conocido como el bosque indígena de haya común (Fagus sylvatica) moesiaca (el hayedo balcánico). Fue declarado parque nacional en 1980 y parque natural en 2003 para conservar sus ecosistemas y la biodiversidad floral y faunística y preservar su paisaje de mesetas junto con muchos sitios turísticos como la fortaleza de Shumen, y el monumento de los Fundadores del Monumento Estatal Búlgaro, cuevas monasterios, y cuevas kársticas superficiales y subterráneas.
- Parque natural de Strandzha o Istranca, 1161 km2. Es la mayor zona protegida de Bulgaria, en los montes Istranca o Strandzha, en el sudeste de Bulgaria, en la frontera con Turquía. Se extiende desde la costa del mar Negro hasta los 710 m de altura, con una longitud de 50 km de oeste a este y 20 km de norte a sur, en la provincia de Burgas. Sigue formando parte del ecosistema de bosques templados de frondosas y mixtos que predomina en las zonas montañosas del país, con un 30% de bosque primario de hayas, 66 especies de mamíferos, 269 de aves, 24 de reptiles, 41 de peces de agua dulce y 70 de peces marinos en la parte que le toca del mar Negro. El parque tiene una larga historia relacionada con los tracios, con enterramientos y unas 60 fortalezas.[37] El parque agrupa numerosas zonas protegidas que antes estaban separadas.[38]
- Parque natural de Rusenski Lom, 34 km2. En el Municipio de Ivánovo, Provincia de Ruse, en el norte de Bulgaria. Se crea en 1970 para proteger el cañón del río Rusenski Lom, el último gran afluente del Danubio. La zona posee asentamientos prehistóricos. Entre los siglos XII y XIV, durante el Segundo Imperio búlgaro, se fundaron varios monasterios en cuevas, que forman ahora parte de las Iglesias rupestres de Ivanovo, patrimonio de la humanidad desde 1979. La mayor parte de la zona está cubierta de bosques.
- Parque natural de Vitosha, 270 km2. Es el parque natural más antiguo de la península balcánica. Ocupa parte del macizo montañoso de Vitosha, que culmina a 2290 m. Se han identificado 61 hábitats diferentes. En las zonas abiertas, se pueden ver Calderones o flores de san Pallari. Hay 200 especies de aves. En los bosques de píceas se encuentran el cascanueces común, el carbonero garrapinos, el piquituerto común, etc. Gracias al parque, Sofía es la única capital cerca de la cual hay osos pardos. Al nordeste de la montaña se encuentra la Reserva de Bistrishko Branishte.[39]
- Parque natural de Vrachanski Balkan, 301 km2. En el noroeste de Bulgaria, en la provincia de Sofía. En su mayor parte está formado por relieves kársticos con hondonadas, estanques y cavernas, cuyos márgenes están rodeados por enormes bosques de hayas. Hay más de 600 cuevas y simas.[40]

## Reservas naturales

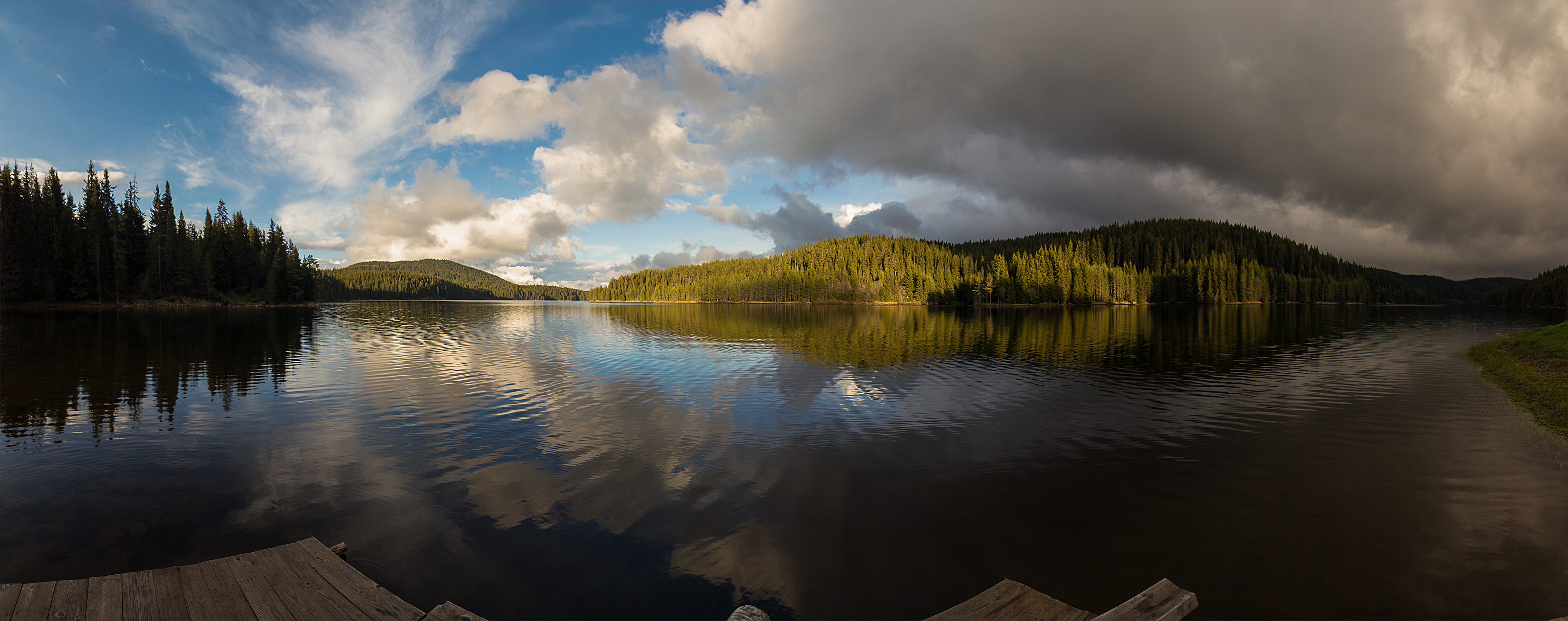
Embalse de Golyam Beglik, en la Reserva de Beglika

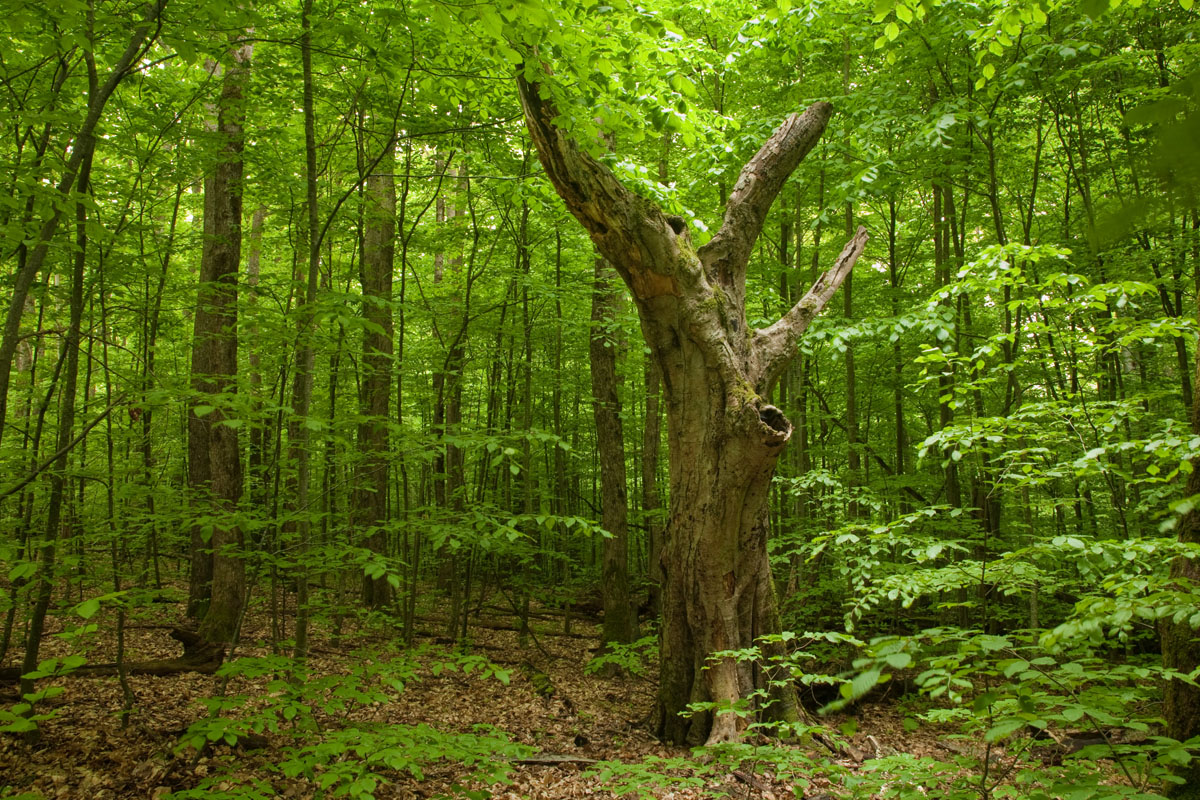
Reserva natural de Uzunbudzhak

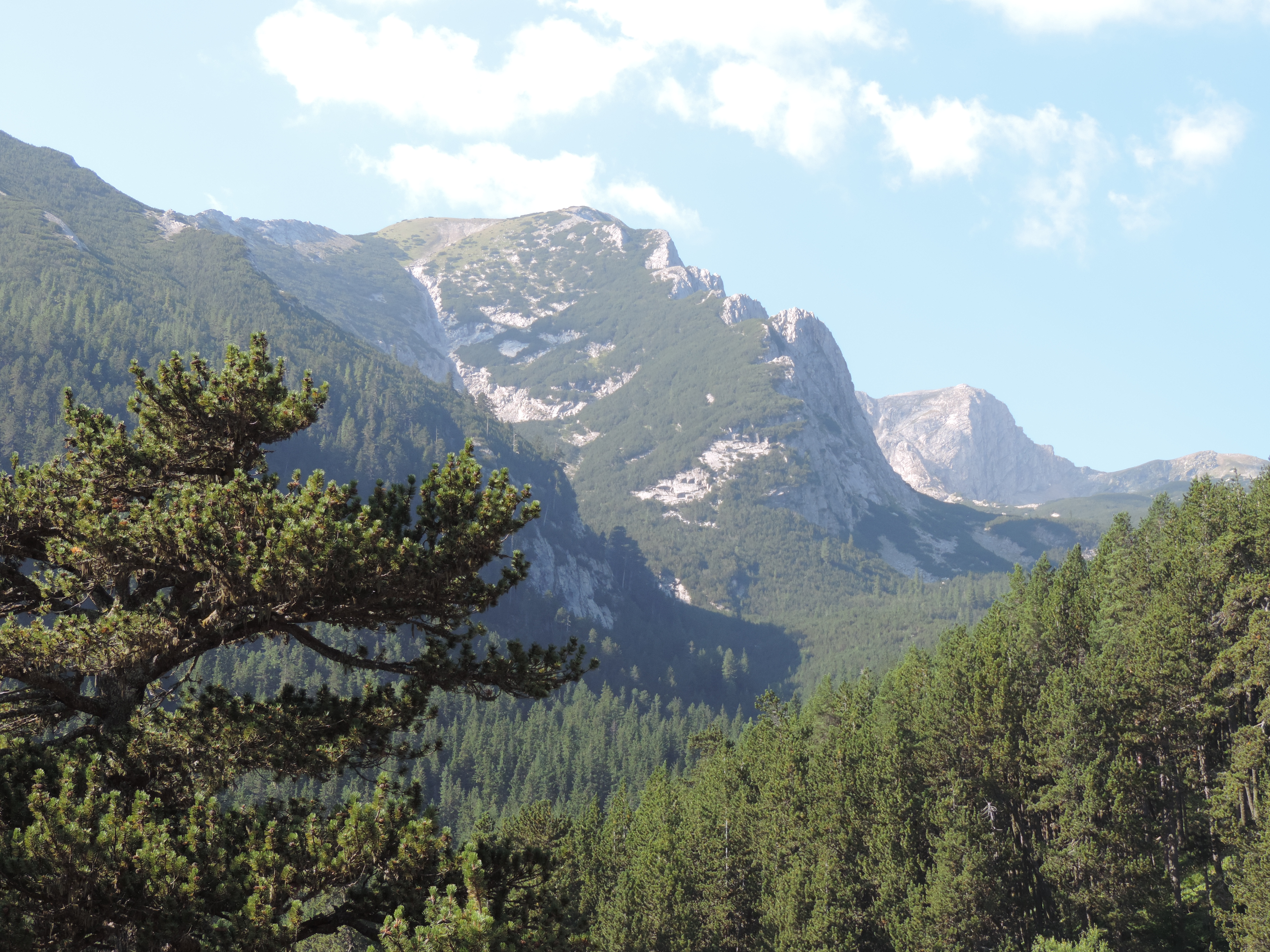
Reserva natural de Bayuvi Dupki–Dzhindzhiritsa

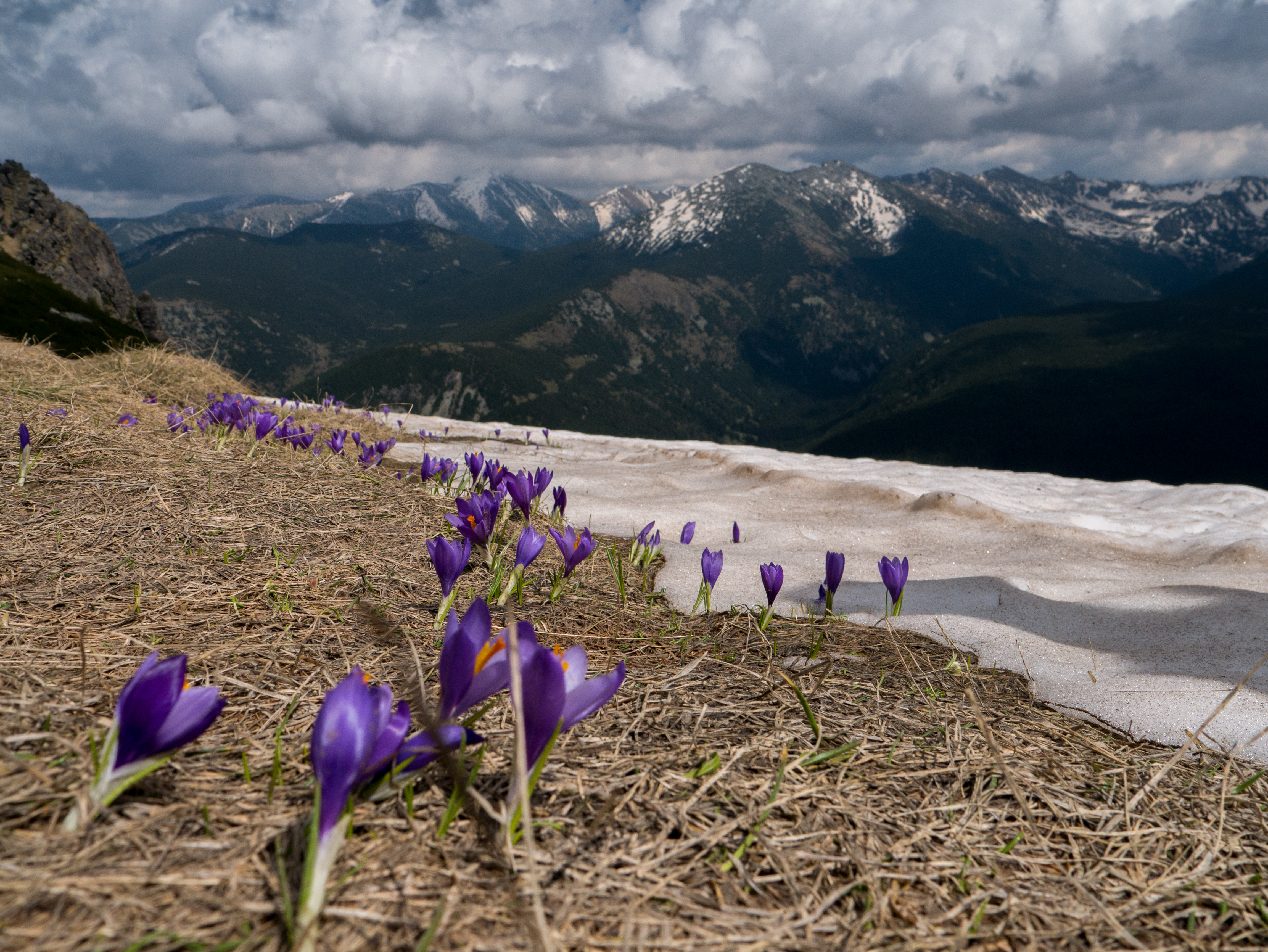
Reserva natural de Parangalitsa

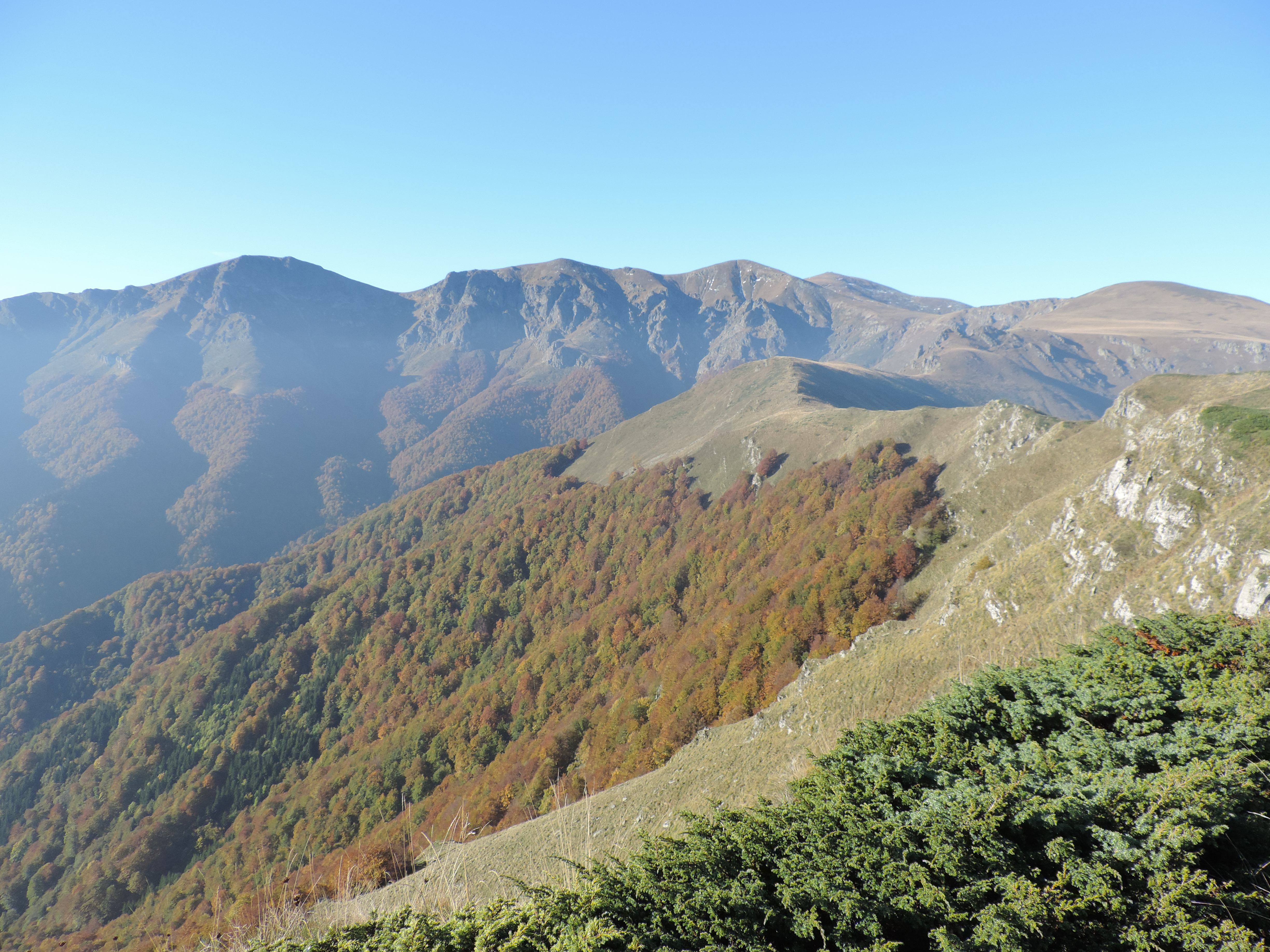
Reserva natural de Peeshti Skali

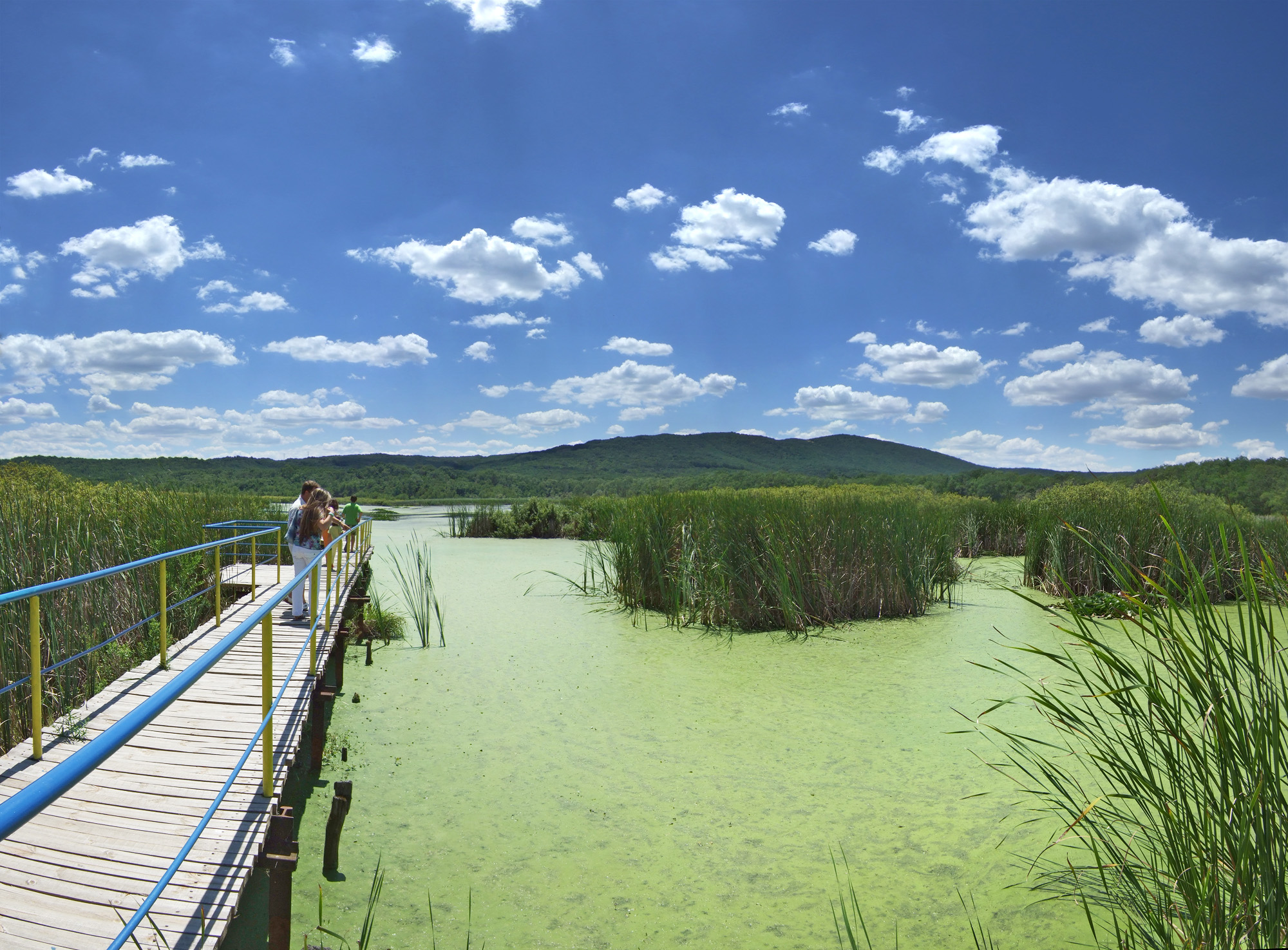
Reserva natural de Ropotamo

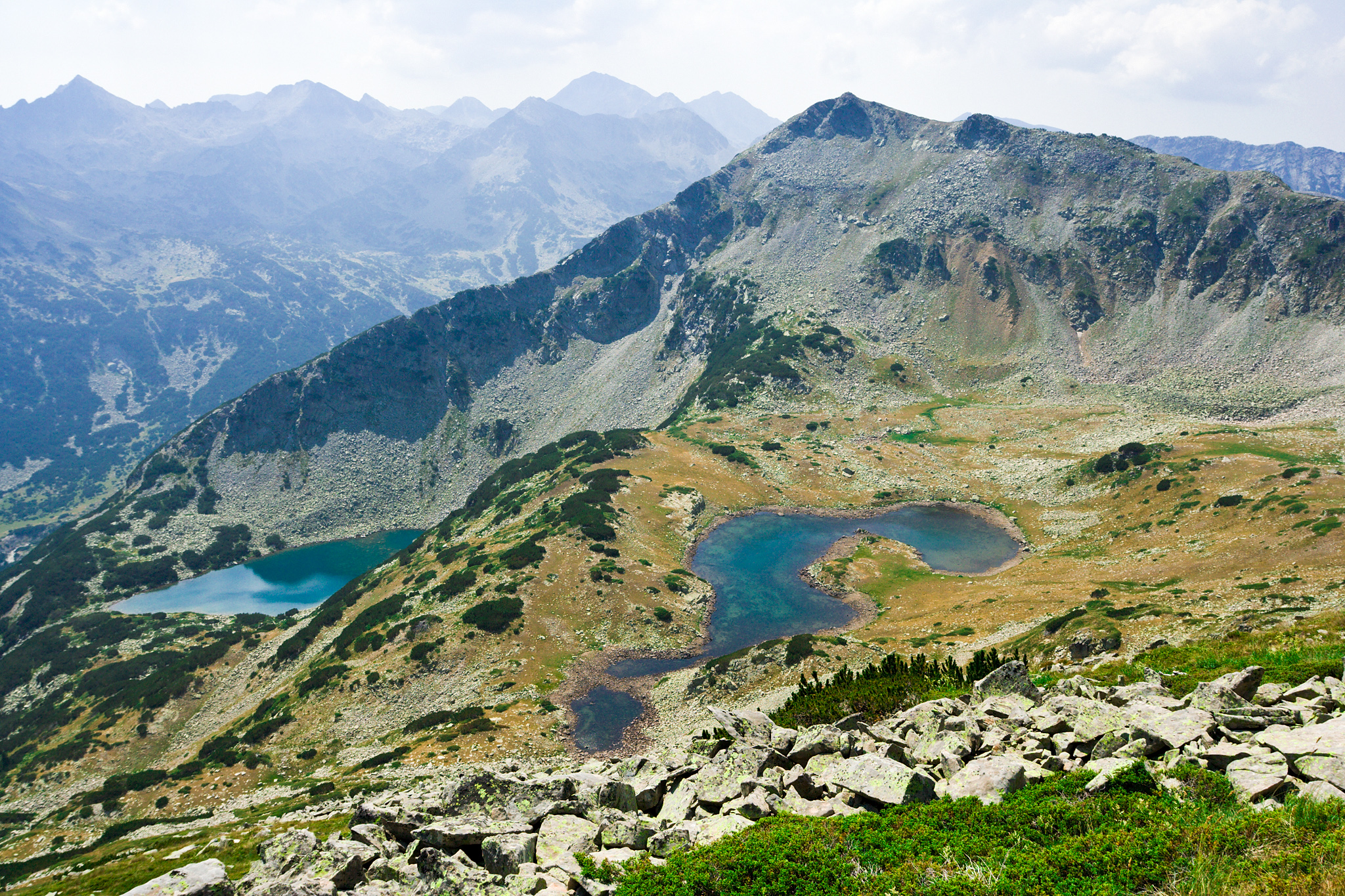
Reserva natural de Yulen, al sudeste de Bulgaria

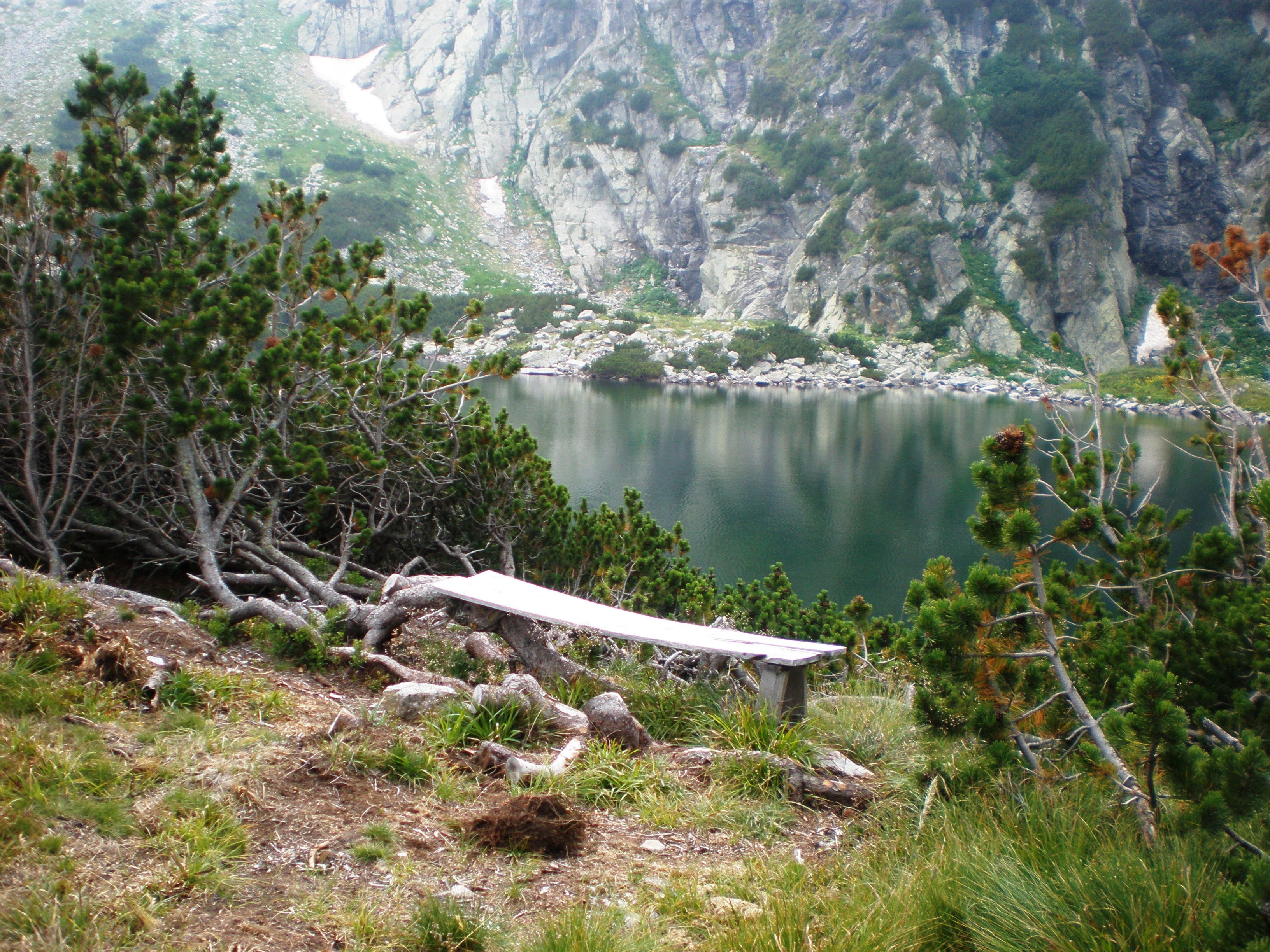
Reserva de Ibar

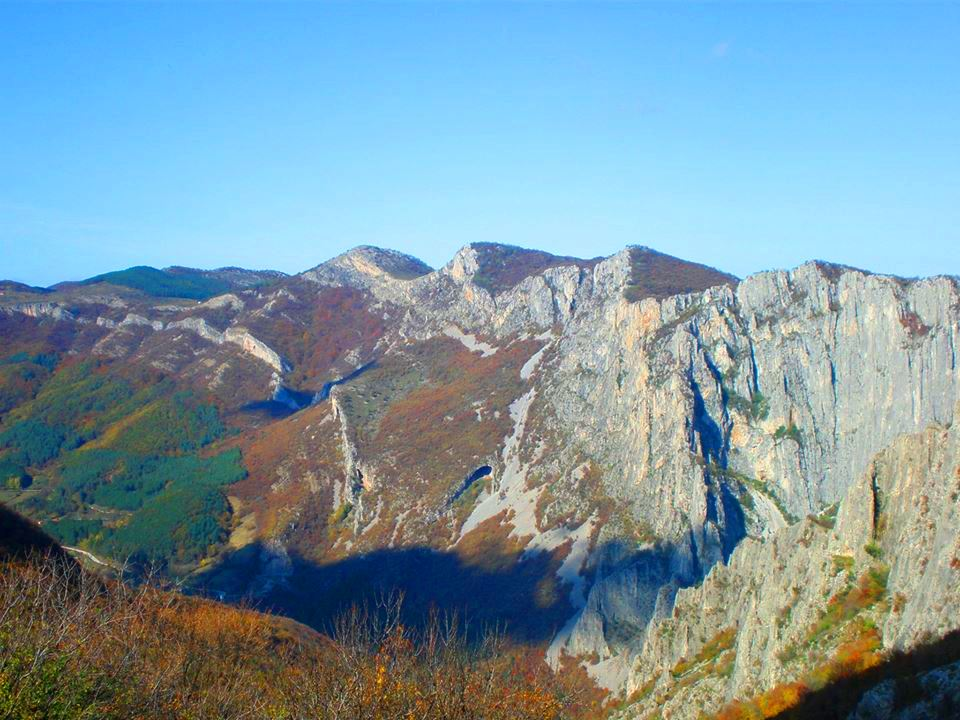
Reserva natural kárstica de Vrachanski

Hay más de 50 reservas naturales en Bulgaria creadas para proteger la segunda biodiversidad más grande de Europa, con unas 12.360 especies de plantas, 3700 de plantas superiores, de las que 763 están en el libro rojo de Bulgaria. Asimismo, hay unas 27.000 especies de invertebrados y más de 750 de vertebrados.
- Reserva de Ali Botush, 11,85 km2
- Lago Atanasovsko
- Doupki-Djindjiritza, 28,7 km2. Es una de las dos reservas dentro del Parque nacional del Pirin. Está formado por un paisaje kárstico con unos 70 lagos glaciares, cascadas, cuevas y bosques de pinos. Entre 1200 y 2900 m de altitud.
- Bistrichko Branichté
- Reserva de Beglika, 14,61 km2, en el entorno del embalse de Golyam Beglik, a 1525 m de altitud, cerca de Batak, en el centro de los montes Ródopes.[42] Incluye partes de la llanura de Beglika, con numerosos torrentes y prados entre bosques de coníferas, entre los 1500 y los 1700 m.[43]
- Reserva de Beli Lom, 775 ha, en el norte de Bulgaria. Cubre parte del valle del río Beli Lom, que desemboca en el Río Rusenski. afluente por la derecha del Danubio. Aquí se unen dos reservas, la de Beli Lom y la de Rusenski Lom, que cubren una zona de cañones y meandros.[44]
- Reserva natural de Boatin, 16 km2. Forma parte de las nueve reservas naturales que hay en el Parque nacional de los Balcanes Centrales. La reserva es conocida como "el misterioso reino de las hayas", con árboles que oscilan entre los 170 y los 230 años de edad y alturas que superan los 40 m. En las zonas altas, hay un bosque de píceas de 100 años. Hay osos pardos y ciervos.[45]
- Reserva natural de Bukaka, 62 ha. Forma parte del Parque natural de la meseta de Shumen. Creada en 1980 para preserva el bosque moesiano de hayas,[46] que consiste en un hayedo que en las zonas altas posee abetos y píceas, y en las zonas más bajas o cálidas arce blanco y roble albar, con fresas y aleluyas en las zonas abiertas. Hay osos pardos, ciervos, zorros, jabalíes, etc.[47]
- Reserva natural de Byala Krava, 93 ha. El nombre se debe a un acantilado que hay en el lugar, cerca del pueblo de Elena.[48]
- Reserva natural de Chervenata Stena, 124 km2. Está dentro de la Reserva de la biosfera de Chervenata Sténa, de 654 km2, desde 2017, y comprende una reserva estricta de 12 km2 desde 1962, en los montes Ródope, 30 km al sur de Plovdiv. Es una zona muy montañosa, con un mosaico de hábitats que incluyen vertientes rocosas, profundos valles, hábitats de ribera, cascadas, cuevas, etc.[49]
- Chuprene, 124 km2
- Reserva natural de Rila Central. Forma parte de las cuatro reservas que hay en el Parque nacional Rila.
- Reserva natural de Dolna Topchia. 4,67 km2. Bosque denso, hábitat de faisán común.[50]
- Reserva natural de Dupkata, 12 km2. En Pazardzhik, a 1150 m.
- Djendema. Forma parte de las nueve reservas naturales que hay en el Parque nacional de los Balcanes Centrales.
- Reserva natural de Elenova Gora, 54 ha. En el borde oriental del Parque nacional de los Balcanes Centrales.[51]
- Reserva natural de Gornata Koria, 1,61 km2
- Reserva natural de Gorna Topchia, 1,64 km2. Bosque denso en 42°15'38"N   26°34'20"E.
- Reserva natural de Ibar, 22,5 km2. Forma parte de las cuatro reservas que hay en el Parque nacional Rila.
- Kamtchia, 8,5 km2
- Reserva natural de Kamenshtitsa, 10,2 km2
- Kaliakra, 7,13 km2
- Reserva natural de Kazanite, 1,61 km2
- Reserva natural de Kozya Stena, 9 km2. Forma parte de las nueve reservas naturales que hay en el Parque nacional de los Balcanes Centrales.
- Reserva natural de Kongura, 13,1 km2
- Mantaritza, 10,68 km2
- Reserva natural de Orelyak, 7,6 km2
- Reserva natural de Parangalitsa, 15 km2. Forma parte de las cuatro reservas que hay en el Parque nacional Rila.
- Reserva natural de Peeshti Skali, 14,65 km2. Forma parte de las nueve reservas naturales que hay en el Parque nacional de los Balcanes Centrales.
- Reserva natural de Poda, 1 km2. Fue la primera área protegida en ser gestionada por una organización privada, la Sociedad búlgara para la protección de las aves. Al sur de la ciudad de Burgas, en la costa del mar Negro. En 2002 fue declarado sitio Ramsar. Es un área pequeña, pantanosa, en la que se han registrado 265 especies de aves, 46 de las cuales anidan en la zona. Se encuentra en la segunda ruta de migración más larga de Europa, la llamada Vía Pontica, que incluye el delta del Danubio. Por aquí pasan un cuarto de millón de cigüeñas, unos 40.000 pelícanos y miles de rapaces, aves acuáticas y pájaros cantores en los meses de marzo-abril y agosto-septiembre.[52][53]
- Reserva natural de Ropotamo, 10 km2. Está centrada en el río Ropotamo, en las montañas Istranca, al sudeste de Bulgaria, cuyo valle está cubierto de bosques de ribera de robles, olmos, fresnos, carpes, etc., con nenúfar blanco en las zonas de aguas estancadas. La reserva se crea en 1940 y en 1975 pasa a formar parte del sitio Ramsar del Complejo de Ropotamo, que incluye los pantanos Alepu y Arkutino y varias zonas más pequeñas protegidas. Hay ciervos, rebecos, lobos, zorros y chacales.
- Reserva natural de Severen Dzhendem, 16,1 km2
- Reserva Silkosiya, 3,9 km2
- Reserva natural de Skakavitsa, 70 ha. Forma parte de las cuatro reservas que hay en el Parque nacional Rila.
- Reserva natural de Silkosiya, 3,9 km2. Es una de las cinco reservas naturales del Parque natural de Istranca o Strandzha. Es la más vieja de Bulgaria, desde 1931, creada para proteger un matorral único en Europa, , en la cuenca del río Veleka, en la costa sudeste, entre 100 y 250 m de altitud. Está casi por entero cubierta de bosques de robles de entre 100 y 300 años.¡, con matorrales de rododendro, laurel, arándano del Cáucaso y tejo.
- Reserva natural de Sokolna, 12,5 km2. Forma parte de las nueve reservas naturales que hay en el Parque nacional de los Balcanes Centrales.
- Reserva natural de Srébarna, 8,7 km2
- Reserva natural de Sredoka, 6 km2. Es una de las cinco reservas naturales del Parque natural de Istranca o Strandzha.[54]
- Reserva Stara Reka, 19,74 km2 Forma parte de las nueve reservas naturales que hay en el Parque nacional de los Balcanes Centrales.
- Reserva natural de Steneto, 36 km2. Forma parte de las nueve reservas naturales que hay en el Parque nacional de los Balcanes Centrales.

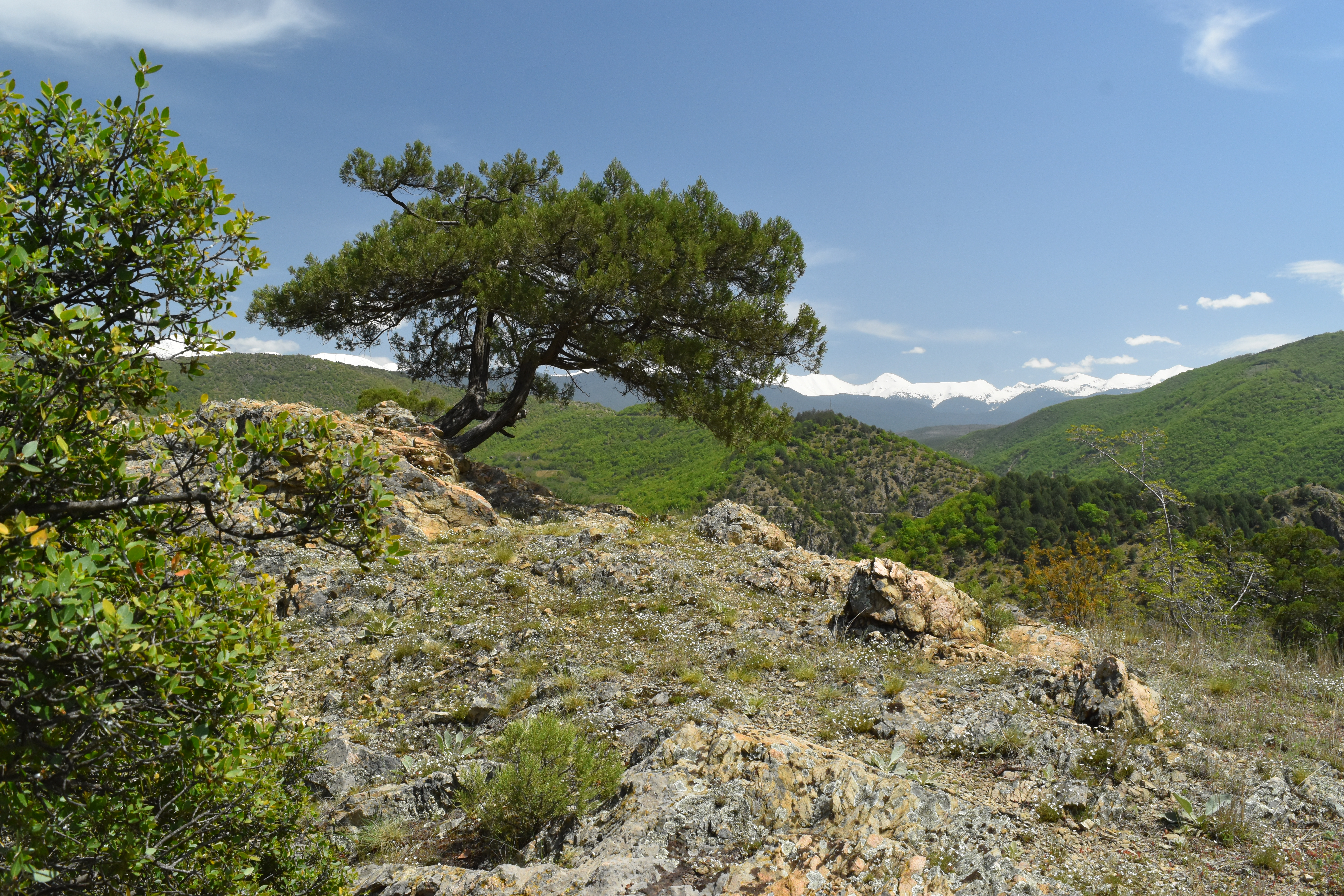
Reserva natural de Tisata

- Reserva natural de Tisata, 5,74 km2. En el sudoeste de Bulgaria, en el municipio de Kresna, en la provincia de Blagóevgrad. Muy cerca del Parque nacional del Pirin. Se crea en 1949 para proteger el hábitat de la sabina griega en Bulgaria. La reserva está dividida en dos por la Garganta de Kresna, en el río Struma. En el bosque de sabinas, también hay robles, carpes, fresnos y tejos, y entre los matorrales, la espina santa y el enebro rojo.
- Reserva natural de Tisovitsa, 7,5 km2. Es una de las cinco reservas naturales del Parque natural de Istranca o Strandzha.
- Reserva natural de Torfeno Branishte, 7,85 km2
- Reserva natural de Tsarichina, 34,2 km2. Forma parte de las nueve reservas naturales que hay en el Parque nacional de los Balcanes Centrales.
- Reserva natural de Usungeren, 2,1 km2
- Reserva natural de Uzunbodzhak, 25,3 km2. Es una de las cinco reservas naturales del Parque natural de Istranca o Strandzha.
- Reserva natural de Valchi Dol, 7,76 km2
- Reserva natural de Vitanovo, 11,12 km2. En los montes Istranca, es una de las cinco reservas naturales del Parque natural de Istranca o Strandzha, en el sudeste de Bulgaria, en la frontera con Turquía.
- Reserva natural kárstica de Vratsa o Vrachanski, 14,4 km2. Al norte del monte Vratsa, al oeste de los montes Balcanes. Contiene un impresionante afloramiento rocoso continuo de 10 km de largo con dirección NO-SE, dividido por el desfiladero de Vratsata, de 450 m de profundidad, y el Río Leva. Protege interesantes formaciones geomorfológicas entre las que figuran sumideros, cuevas, gargantas, acantilados, etc. Es un ejemplo típico de formación kárstica de tres capas con una gran concentración de relieves distintos. Hay 43 cuevas registradas en la Reserva y muchas cuevas aún están por descubrir.[55]
- Reserva natural de Yulen, 31,56 km2. Es una de las dos reservas dentro del Parque nacional del Pirin.